# 中车长春轨道客车

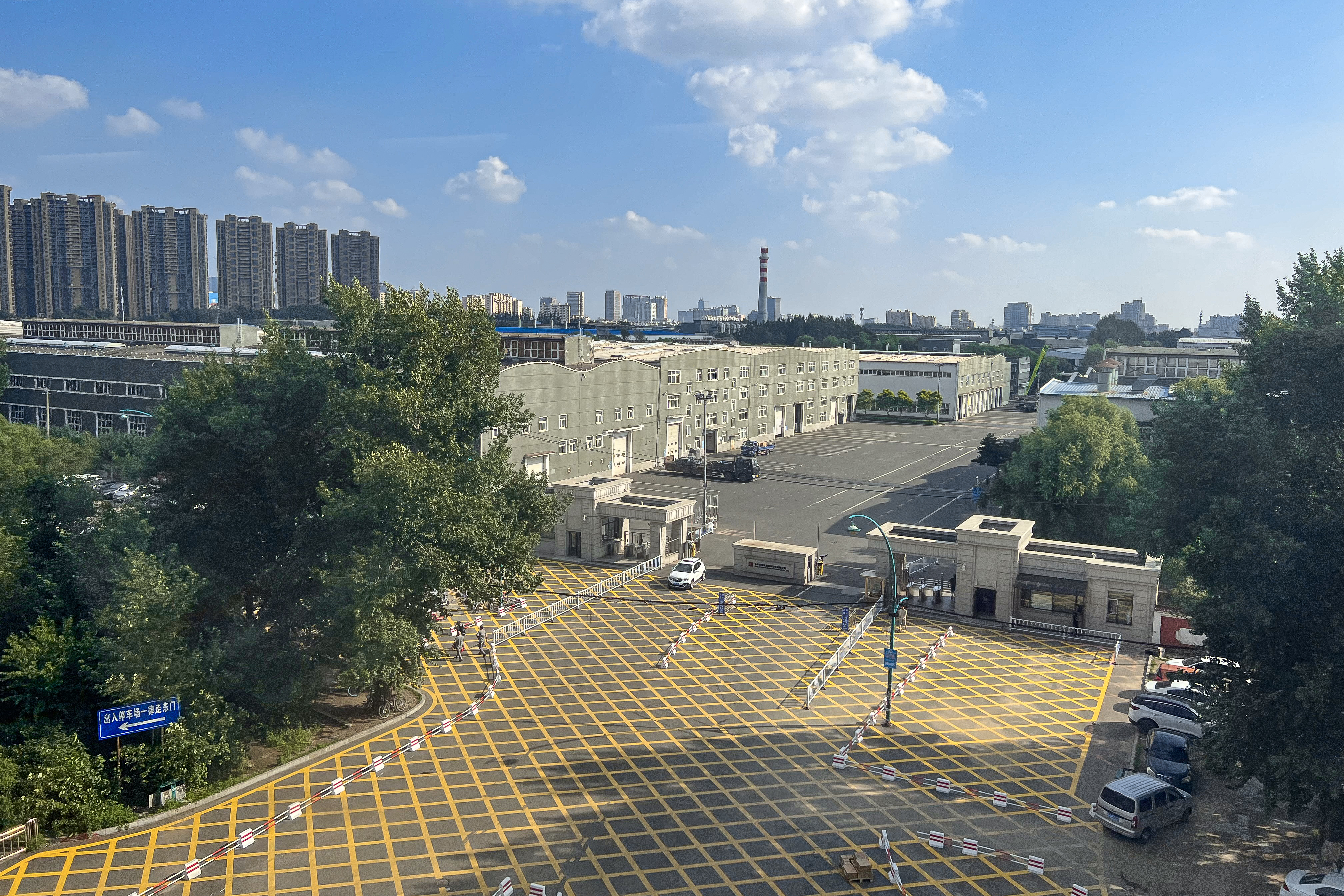
青荫路厂区北门

中车长春轨道客车股份有限公司（英語：CRRC Changchun Railway Vehicles Co., Ltd.），简称“长客股份”，是中国中车集团（原中国北车集团）的控股子公司之一，产品包括铁路客车、动车组、城轨车以及有轨电车等。长春轨道客车位于吉林省长春市，前身为“铁道部长春客车厂”，始建于1954年7月24日，至今已经成为中国最大的铁路客车和城市轨道车辆的研发、制造和出口基地，拥有2家控股子公司，1家合资企业，1家境外参股企业，1家国内参股企业。

## 历史

### 建厂之初
中华人民共和国建立后，铁道部根据铁路运行里程、路网密度、枢纽设置等因素，着手调整了机车车辆工业的布局。在合并、调整、改造原有机车车辆厂的同时，在各地等地新建了一批工厂。而同时为配合中国第一个五年计划时期（1953年—1957年）机械工业的建设部署，以发展冶金设备、发电设备、运输机械、金属切削机床的重工业制造为重点，建设一批大型现代化骨干企业。中国政府根据这一部署建设了投资1000万元人民币以上的重大项目70多个，其中长春客车厂为“一五”期间156个重點项目之一，同时期建立起的机车车辆行业另有大同机车厂、长春机车厂和株洲货车厂；而长春作为当时全国工业布局中的重点城市，长春客车厂和当时其他国有大型重点企业，包括中国第一汽车制造厂、长春拖拉机厂等，为长春奠定了工业基础。
1954年7月24日，经中央人民政府批准，第一机械工业部成立了“新客车制造厂筹备组”；同年12月，筹备组经过反复论证，最终把新客车制造厂的厂址选定在长春宽城子机场（当时解放军第九航空学校驻地）附近，即位於現今的長春站以西。1955年，决定以“长春客车工厂”为厂名，简称长春客车厂，工厂代号为429。和当时其他许多建设项目一样，苏联也曾为长春客车厂提供支援，当年支援长客的苏联对口单位为加里宁车辆制造厂。1957年8月24日，长春客车厂动土施工，土建设计单位是上海华东设计院（今上海现代设计集团华东建筑设计研究院），工艺设计单位是第一机械工业部第二设计院（今中国联合工程公司），由建工部东北第三建筑工程公司（今大庆油田安装工程公司）施工。全厂占地面积194万平方米，厂房建筑面积29.7万平方米，住宅和集体福利设施建筑面积28.3万平方米，投资7200万元人民币，全部由中国技术人员设计。
但在施工过程中，因受到大跃进、“大炼钢铁”的干扰，长春客车厂的施工工期越拖越长，于1959年开始投产，1965年基本建成。在建厂之时，长客厂拥有各种设备2700余台，建设的生产规模为每年制造客车1000辆，是中国第一个现代化铁路客车车辆制造的工厂，也是中国国内最早采用模数制预制构件建设的工厂厂房。

### 车辆制造
1959年，长春客车厂试制成功第一辆开敞式22型硬卧客车。同年由于北京计划兴建中国第一条地铁线，经过多方努力，长客成功取得了北京地铁车辆的制造权。长春客车厂于1959年开始和株洲电力机车研究所、唐山铁道学院、湘潭电机等相关单位合作研制地铁车辆，当时“地铁”对于中国仍然是陌生的新生事物，而且由于中苏交恶，也不可能从苏联取得生产技术，长春客车厂只能以一本由苏联技术人员在1950年代提供中国参考的莫斯科地铁D型地铁车辆说明书作为参考。至1967年，长客厂利用国产材料、配件和技术，试制出2辆DK1型地铁客车样车，并于1969年10月1日北京地铁一期工程完工当天投入使用。此外，当时中国参与援建的平壤地铁，最早也是采用了长春客车厂生产的DK4型地铁客车。1970年代，中国的地铁客车需求严重不足，长春客车厂仍然坚持保留地铁车辆研制项目，与湘潭电机厂开发出晶闸管斩波调阻、逆导晶闸管斩波调压驱动控制系统，后来又研制了轻型车体结构、地铁车辆新型空气弹簧转向架及合成闸瓦等，为北京地铁进行技术改造。
客车制造方面，长春客车厂自1960年代以来一直是中国铁路22型客车的主要生产厂家，先后制造了22型硬卧车、硬座车、软卧车、软硬卧车、行李车、邮政车等品种。1968年12月，长春客车厂试制成功25.5米轻型高速硬卧车，比一般客车自重减少26%，构造速度达160公里/小时。1980年代初，长春客车厂生产了一批装有空调设备的22型硬座车、软卧车。1984年，长春客车厂在22型客车的基础上，研制了22A型客车，车体结构广泛采用耐候钢，改进车体涂漆、防锈工艺和车厢内饰材料，提高结构与零件的耐腐性。1987年又研制了22B型客车，进一步改善了车体内部布局与内饰。而生产能力也一直上升，1984年的客车产量达到702辆，比1978年增长62.12%。1985年，为完成“六五”计划，产量达到910辆，增长幅度29.62%。从1959年至1985年底，长春客车厂共生产了铁路客车8491辆，占当时全国客车总数的41.7%，并生产了地铁客车390多辆。此后，1987年和1988年的年产新造客车数量分别达到988辆、1139辆。至此，长客的铁路客车生产能力和份额已经占了全国铁路客车年需求量的一半以上，地铁和城市轨道客车覆盖国内需求的70%左右；自1988年连年跻身中国500家最大工业企业之列。1991年，长客成立了中国国内第一个专业地铁研究所，并一次性投资数百万元人民币自主研发城轨车辆新技术。
长春客车厂也是最早与国外合作的中国铁路车辆制造企业之一。1986年，长客利用国家拨款和世界银行贷款总计9900万元，对企业进行大规模技术改造，并与英国铁路工程公司（BREL）在1986年5月15日签订了2个合同，一、CELG-640095合同：为中国长春客车厂提供技术援助和培训合同，对长春客车厂全面升级改造提供技术协助，大批技术专家来客车厂进行实地考察、论证、并提供成套工厂改造建议书，包括机床设备的采购招标书等，同时长春客车厂派出了联合设计、工艺、管理等多批次人员前往英国进行培训学习交流；二、CELG-640095A合同：引进三辆客车合同开展合作，包括非空调硬座车，空调硬座车及空调软卧车（25-O型客车）。由长春客车厂为主的联合体包括唐山厂和铺镇厂于1988年11月25日与铁道部签订了为衡广、郑宝铁路提供168辆空调客车的合同（合同号CCNBB-S882662C)，改合同车辆大量采用了从英国带回来的设计技术、工艺技术和管理技术，为中国铁路客车更新到25A型客车，换代22型奠定了基础，22型客车在1993年全面停产，25型客车为接着的多次提速提供了客车车辆的保障。被世界银行称为：利用世界银行贷款最成功的项目之一。
1981年长春客车厂从日本东急车辆引进了3辆地铁样车，并派遣大批人员赴日本东急和日立学习培训，之后开始批量生产该型号的车辆，同时提供给北京地铁和天津地铁。1987年长春客车厂与日本东急车辆制造株式会社合造了6辆天津地铁用TJM-1000型地铁客车。1995年，长客与韩国韩进重工业公司合作生产了30辆不锈钢车体25C型客车。1990年代中后期，由于中国掀起了城市轨道交通建设的第一轮高潮，市场前景广阔，长春客车厂率先于1998年6月与德国ABB戴姆勒-奔驰运输系统（中国）有限公司（ADTranz）组建合资公司，于6月23日成立“长春安达轨道车辆有限公司”，发展成为上海、广州、深圳等大都市高档A型地铁车辆市场的主导企业。随着庞巴迪运输集团于2001年收购了ADTranz，该合资公司也更名为“长春长客－庞巴迪轨道车辆有限公司”。
随着中国实行“铁路现代化”政策，长客厂的产品也变得更多元化，并于1993年停产22型客车、全面转产25型客车。长客先后于1989年、1991年、1993年、1997年成功研制了KDZ1型电力动车组、25G型干线空调客车、25Z型准高速客车和25K型提速客车。1997年6月20日，长春客车厂新造的第20,000辆客车竣工下线。1999年，长春客车厂为迎接昆明世界园艺博览园研制了中国首列商业运行电力动车组——春城号。同时开始开拓国际市场，1995年，长客首先取得了217辆伊朗德黑兰地铁项目的车辆订单，此后通过国际招标又再取得了伊朗双层客车、巴基斯坦宽轨客车、孟加拉铁路客车、新西兰转向架等多个出口项目订单。在第九个五年计划期间（1996年—2000年），长客经过重大技术改造，不仅能够生产碳钢车体的各类轨道车辆，而且还可以生产碳钢与不锈钢混合车体车辆、全不锈钢车体车辆和铝合金车体车辆等。截至2005年11月，长客已累计生产铁路客车27000多辆，约占中国铁路客车保有量的50%，覆盖全国所有的铁路局（集团公司）和地方铁路公司；累计生产城轨车2200多辆，占国内城轨车在用量的近80%，全国10个拥有城市轨道交通系统的城市中有8个城市使用长客的产品。

### 体制改革
长春客车厂在历史上先后分别隶属第一机械工业部机车车辆工业管理局、铁道部机车车辆工业总局、中国铁路机车车辆工业总公司。2000年，随着国企主辅分离、辅业改制的浪潮，中国铁路机车车辆工业总公司重组为中国北方机车车辆工业集团公司和中国南方机车车辆工业集团公司，长春客车厂作为重要组成部分划归为中国北车集团。2002年3月，经国家经贸委批准，中国北方机车车辆工业集团公司作为主发起人，联合北亚实业股份有限公司、吉林省金豆实业集团有限公司、武进市剑湖铁路客车配件厂、中铁科学技术开发公司、吉林敦化丹峰林业有限公司，在原长春客车厂主营业务和优良资产的基础上经改制、重组后，组建“长春轨道客车股份有限公司”。而原长春客车厂的非轨道客车制造业务，作为存续企业继续存在，并承继“长春客车厂”的厂名，定名为“中国北车集团长春客车厂”，以客车修理、模具制造和部分配件制造为主业，汽车运输、房地产开发、生活后勤和物业管理等为辅助业务，中国北车集团长春客车厂后改制为长春轨道客车装备有限责任公司。截至2009年，中国北车股份有限公司持有长客股份35.20%的股份，中国北车集团长春客车厂持有36.42%的股份，北车长春轨道客车集团有限责任公司15.82%的股份，吉林省金豆实业集团有限公司持有该公司9.68%的股份，今创集团有限公司持有该公司1.77%的股份，江苏联合投资有限公司持有该公司0.95%的股份，中铁科学技术开发公司持有该公司0.12%的股份，吉林延边林业集团敦化林业有限公司持有该公司0.03%的股份。

### 快速发展
从2005年开始，长春轨道客车在铁道部的组织安排下，实施国外先进技术的引进消化吸收再创新战略，与法国阿尔斯通合作，研制时速250公里的CRH5型“和谐号”高速动车组。2004年10月10日，长客股份公司与法国阿尔斯通公司签署了合作为中国铁路生产60列高速动车组的合同，并包括技术转让。根据合同，阿尔斯通将从其位于意大利萨维格利阿诺和法国拉罗歇尔的工厂提供3列整车进口列车、6列散件进口国内组装列车，以及51列国内制造列车所需的关键零部件。2006年6月，首台国产化铝合金车体在长客股份厂房内下线；首列国产化CRH5型动车组于2007年4月在长春下线。
2007年5月30日，吉林省省长韩长赋到长客股份调研，并指出轨道客车是吉林的支柱优势产业，长客股份是吉林重点大企业，强大长春的轨道客车产业，对于振兴吉林老工业基地具有重要意义，围绕重点企业发展产业集群、推动轨道客车产业发展，把零部件、整车生产和服务贸易、物流等统筹起来，带动区域经济发展。2007年8月20日，长春市政府与中国北车集团在长春签订战略合作备忘录，双方决定在长春规划建设一个国际一流水平的轨道客车产业园。2007年11月15日，长春轨道客车股份有限公司高速车制造基地、长春轨道交通装备制造产业园正式在长春绿园经济开发区揭牌动工，同时高速列车工程试验中心奠基，2010年5月一期工程竣工投产。基地主要包括三大核心功能：一是高速动车组制造，主要包括物流仓储、转向架、车位、表面处理、预组装、总组装、单车调试、列车静调、动车组动态调试试验线等生产制造资源。二是高速列车的实验检测，主要是指国家高速列车系统集成工程实验室。三是高速动车组动态调试，其中动车组试验线总长12公里，最高试验速度160公里/小时；城铁车试验线总长7.3公里，最高试验速度120公里/小时，可满足标准轨距、宽轨矩和窄轨距的各种城铁列车的动态试验。
2008年10月，香港鐵路有限公司首次與中國北車長客股份公司簽訂香港西港島線地鐵車輛的採購合同，這是內地企业首次中標香港地鐵。2014年10月，马萨诸塞州交通局正式宣布以5.67亿美元向中车长客采购284辆地铁车辆，用于装备波士顿地铁红线和橙线。包括152辆橙线车、132辆红线车，设计运行速度63英里/小时，年行车里程8万英里，服务年限30年。以北车长客为组建基础的“北车美国公司”将在麻省春田市（斯普林菲尔德）投资6000万美元建设总部与生产车间，并在此组装MBTA车厢，为当地创造超过250个就业岗位。新车厢将从2018年起交付。
2023年10月17日，在第三届“一带一路”国际合作高峰论坛期间，中国中车旗下中车长春轨道客车股份有限公司与塞尔维亚建设、交通和基础设施部正式签署了塞尔维亚高速动车组车辆采购商务合同。此次签约列车为动力分散型电力动车组，包括20辆（5列）高速动车组，车辆采用4辆编组（2动2拖），最高运营时速200公里，计划将于2025年投入使用。

## 产品

### 铁路客车
- 中国铁路22型客车
- 中国铁路22A型客车
- 中国铁路22B型客车
- 25.5米轻型客车（25型）
- 中国铁路25A型客车
- 中国铁路25B型客车
- 中国铁路25C型客车
- 中国铁路25G型客车
- 中国铁路25K型客车
- 中国铁路25T型客车
- 中国铁路25Z型客车
- DDJ1型“大白鲨”电力动车组拖车
- DJJ1型“蓝箭”电力动车组拖车
- DJJ2型“中华之星”电力动车组拖车
- NYJ1型“北亚号”内燃动车组拖车
- NZJ2型“神州号”内燃动车组拖车
- 泰国国家铁路SRT115型客车
- 复兴号CR200J型电力动车组（客车车厢）

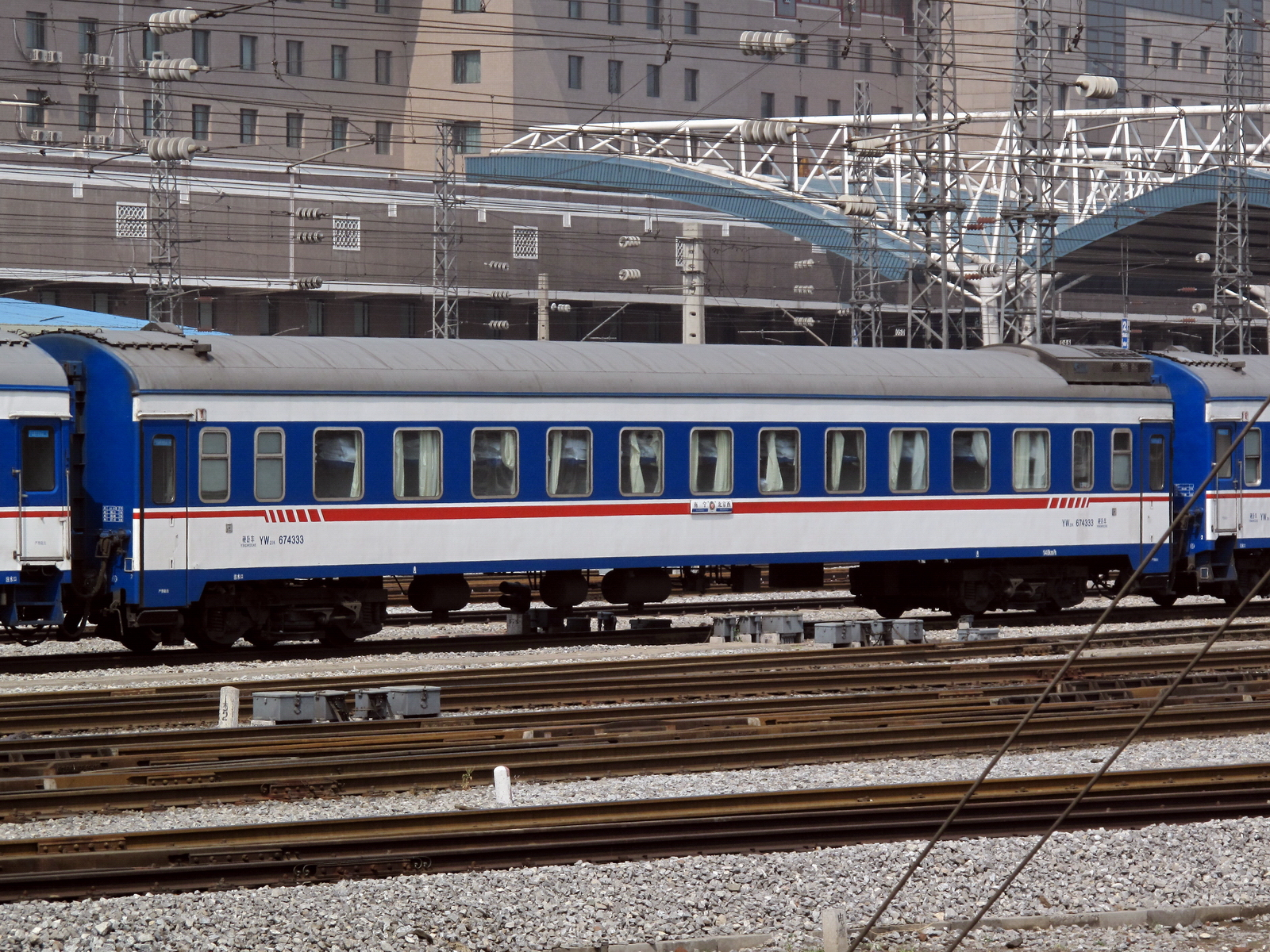
中国铁路25K型客车
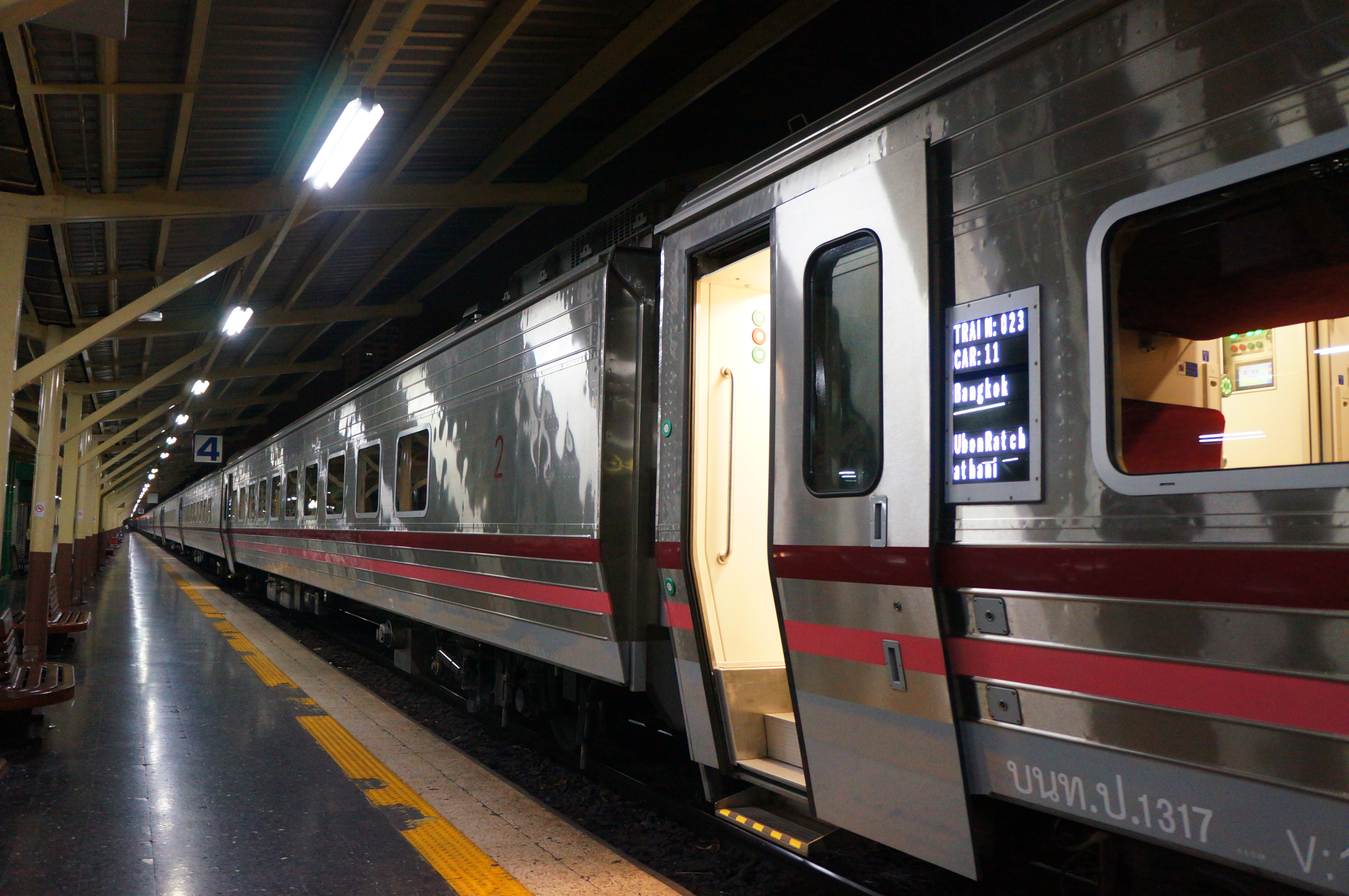
“泰国115辆米轨铁路客车”车底于曼谷站

### 动车组
- KDZ1型电力动车组
- 春城号电力动车组
- 长白山号电力动车组
- 和谐号CRH3型电力动车组：CRH3A、CRH3A-A、CRH3C。
- 和谐号CRH5型电力动车组：CRH5A、CRH5E、CRH5G、CRH5J。
- 和谐号CJ1型电力动车组
- 和谐号CRH380B型电力动车组：CRH380B、CRH380BG、CRH380BJ、CRH380BL。
- 和谐号CRH380C型电力动车组：CRH380CL。
- 复兴号CR300BF型电力动车组
- 复兴号CR400BF型电力动车组：CR400BF、CR400BF-A、CR400BF-B、CR400BF-C、CR400BF-G、CR400BF-Z系列（BF-Z、BF-AZ、BF-BZ、BF-GZ）、CR400BF-S系列（BF-S、BF-AS、BF-BS、BF-GS）。
- 非国铁平台城际动车组：上海轨道交通市域线机场联络线列车（CCD2031）
- 吉隆坡机场快铁赤道电力动车组[10]

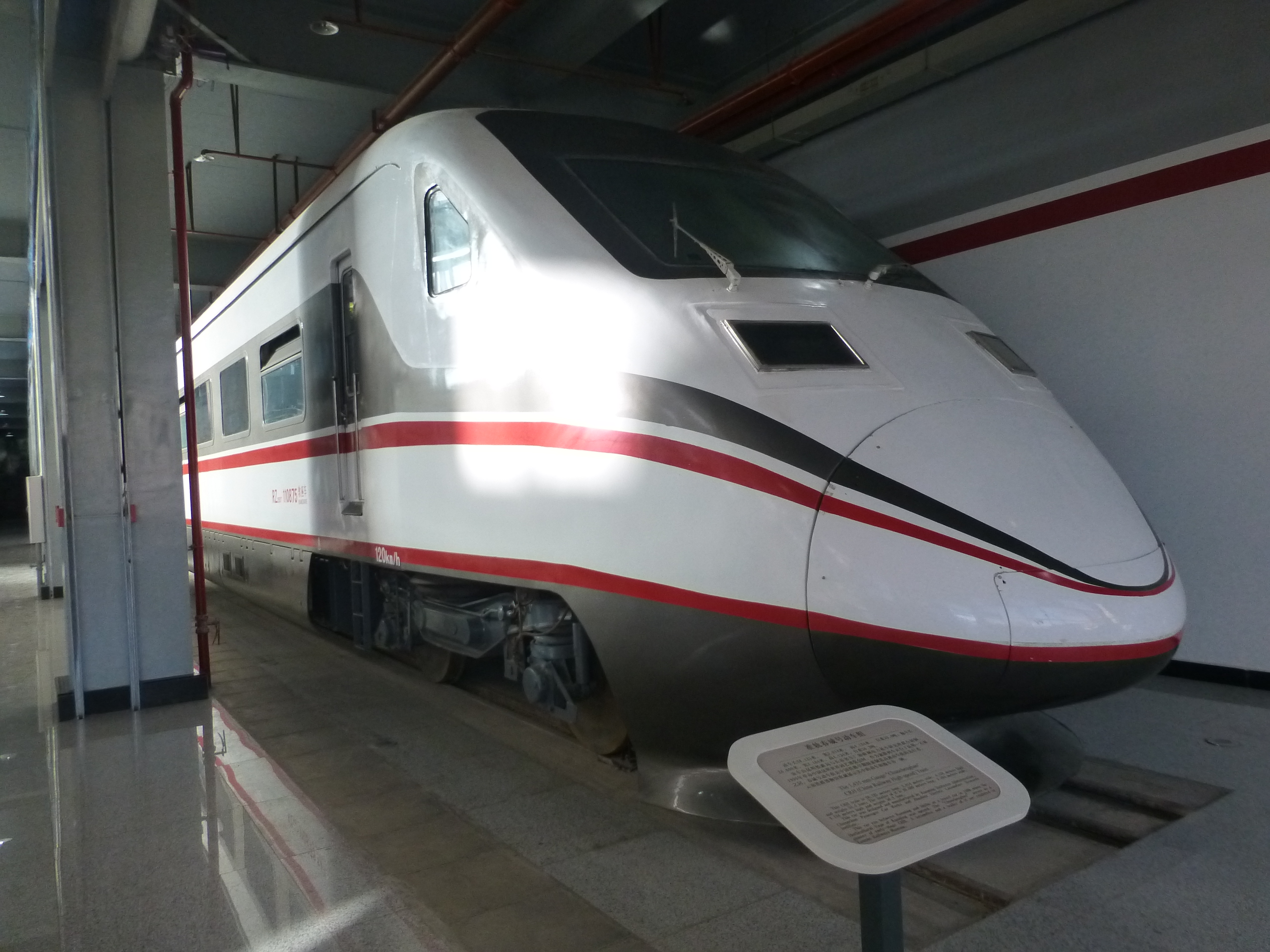
春城号电力动车组
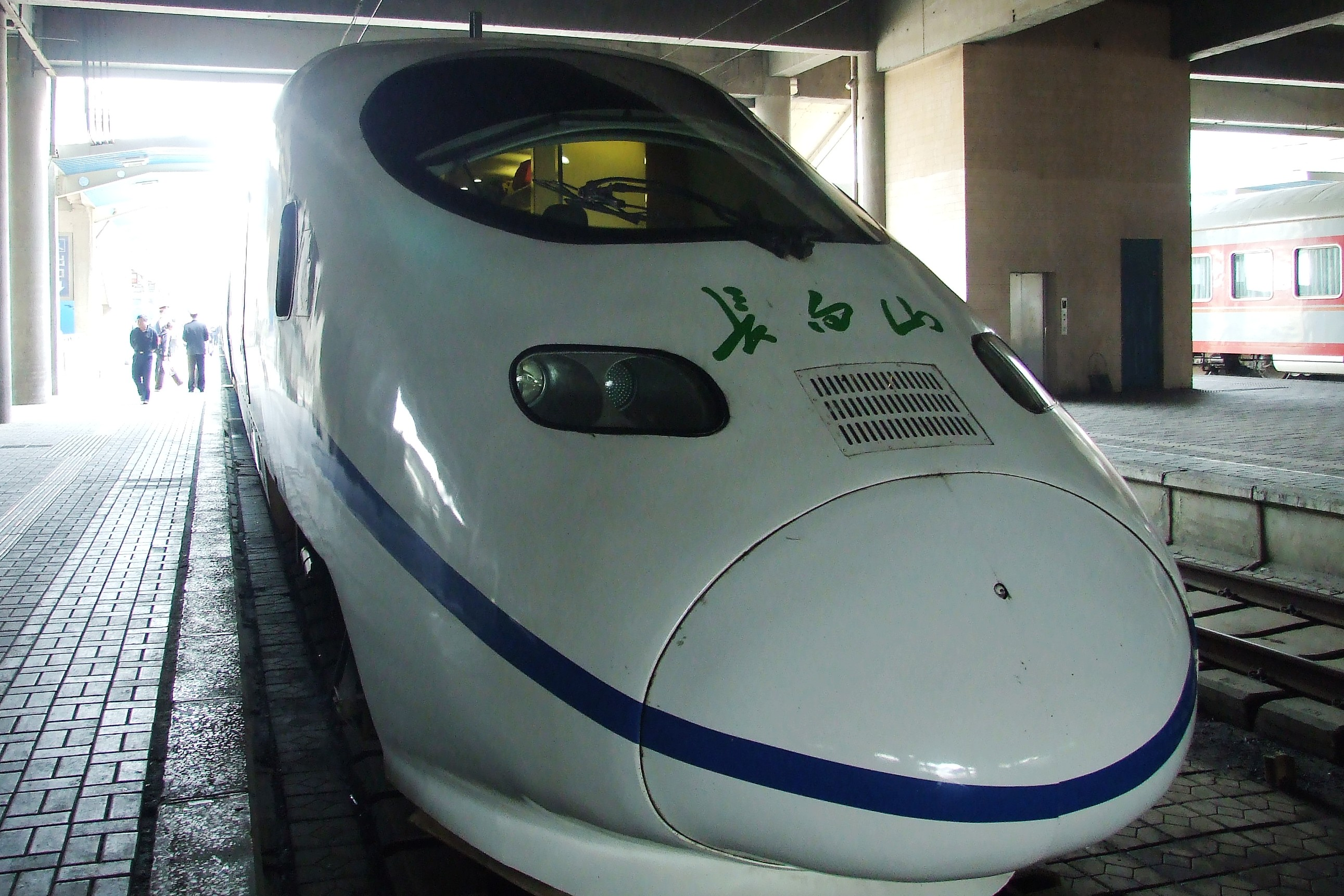
长白山号电力动车组
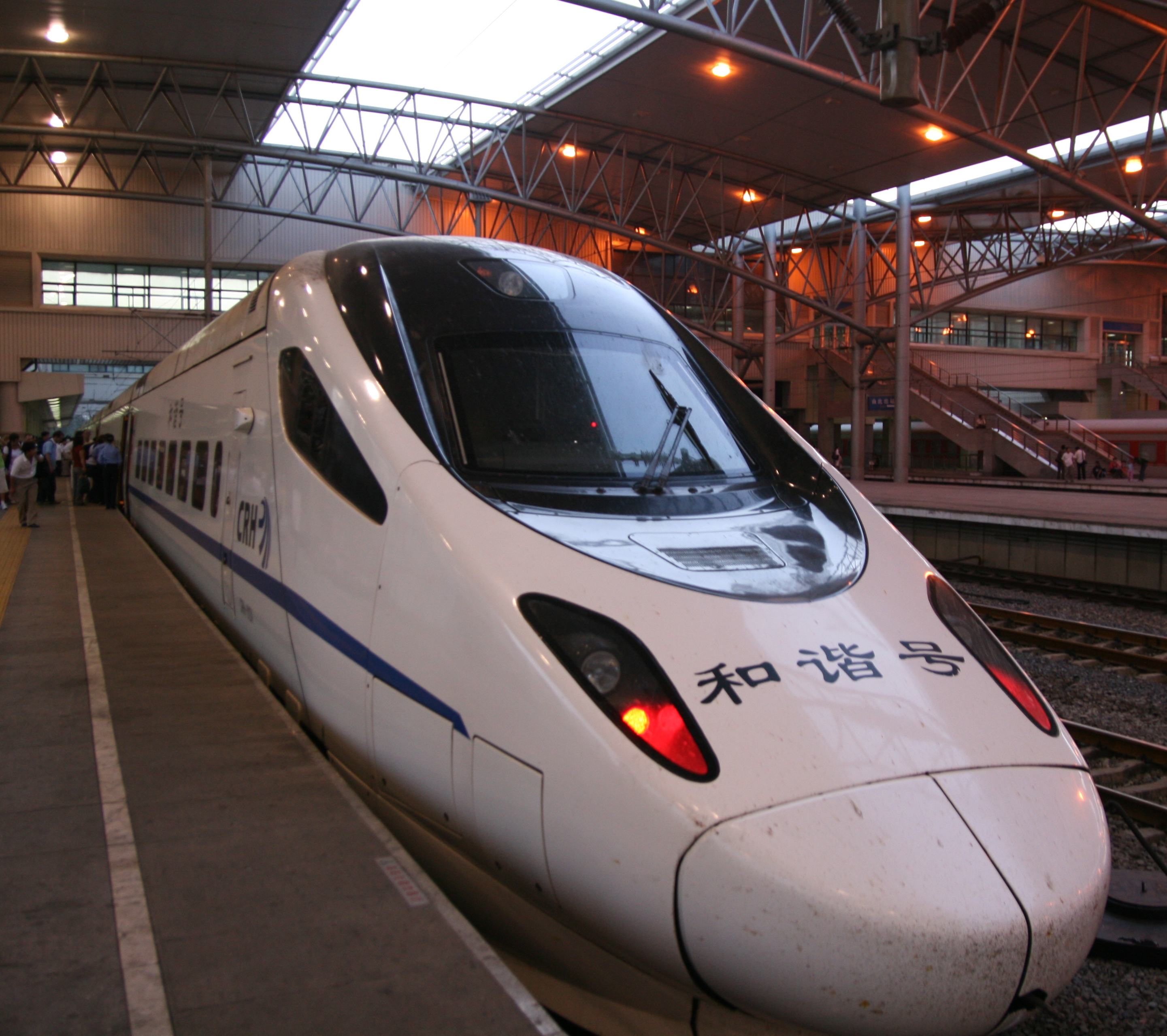
CRH5A型电力动车组
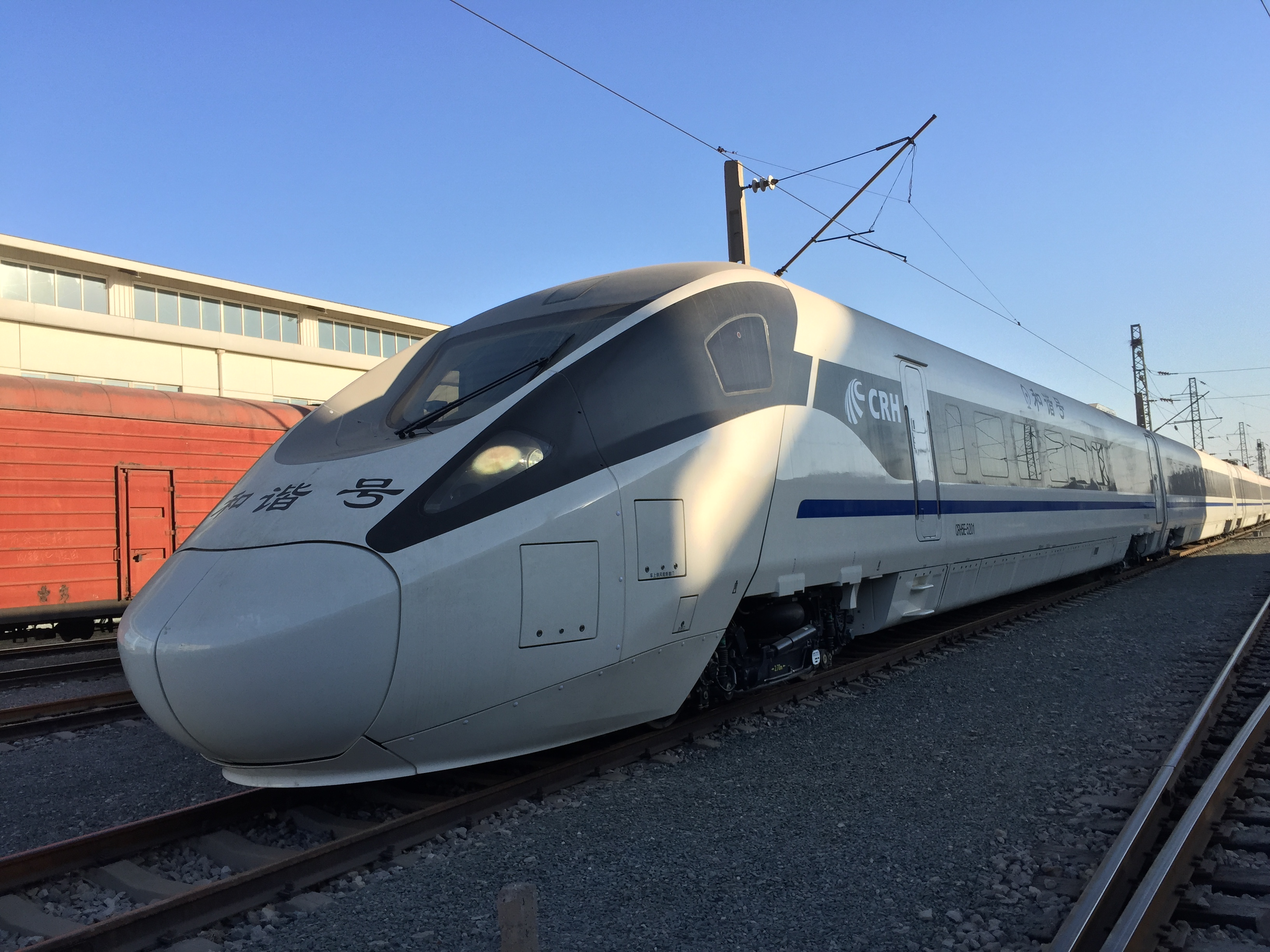
CRH5E型电力动车组
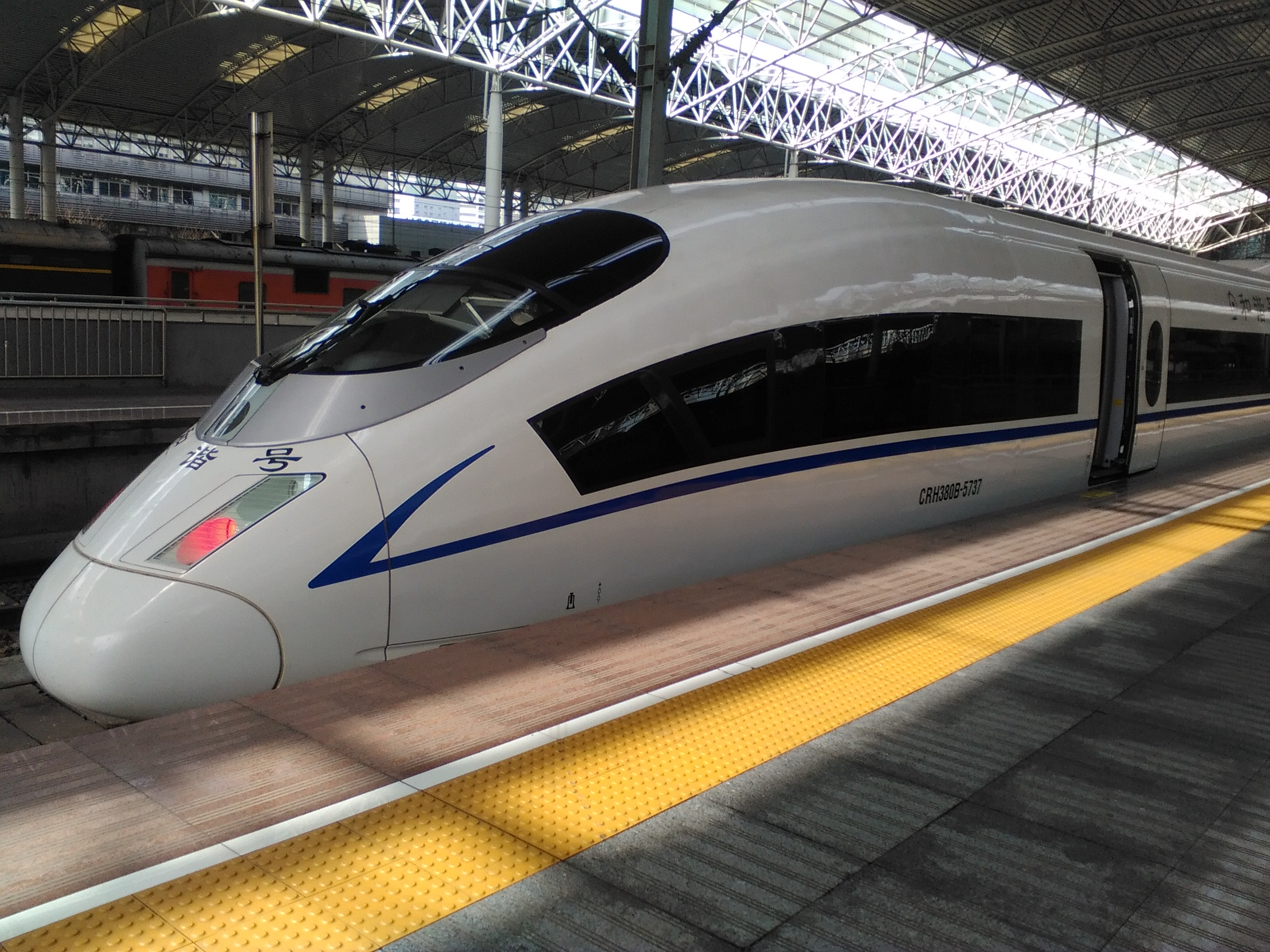
CRH380B型电力动车组
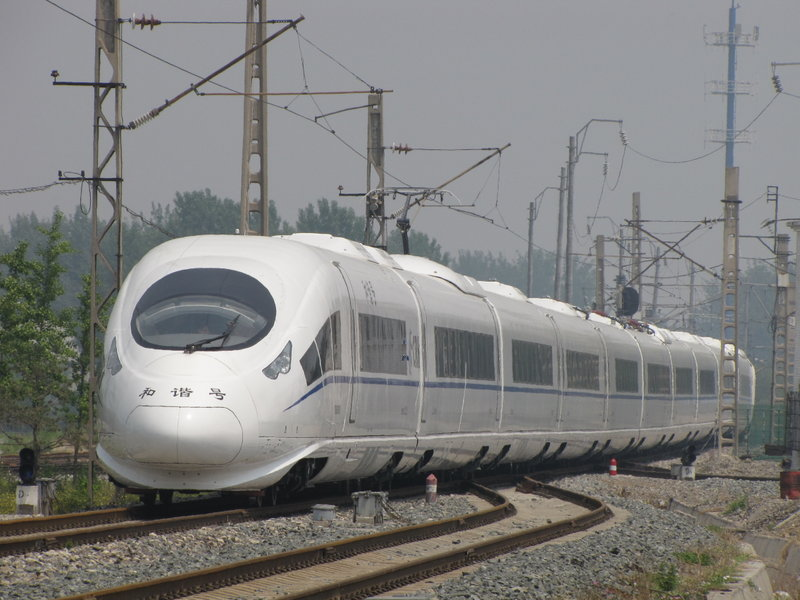
CRH380C型电力动车组
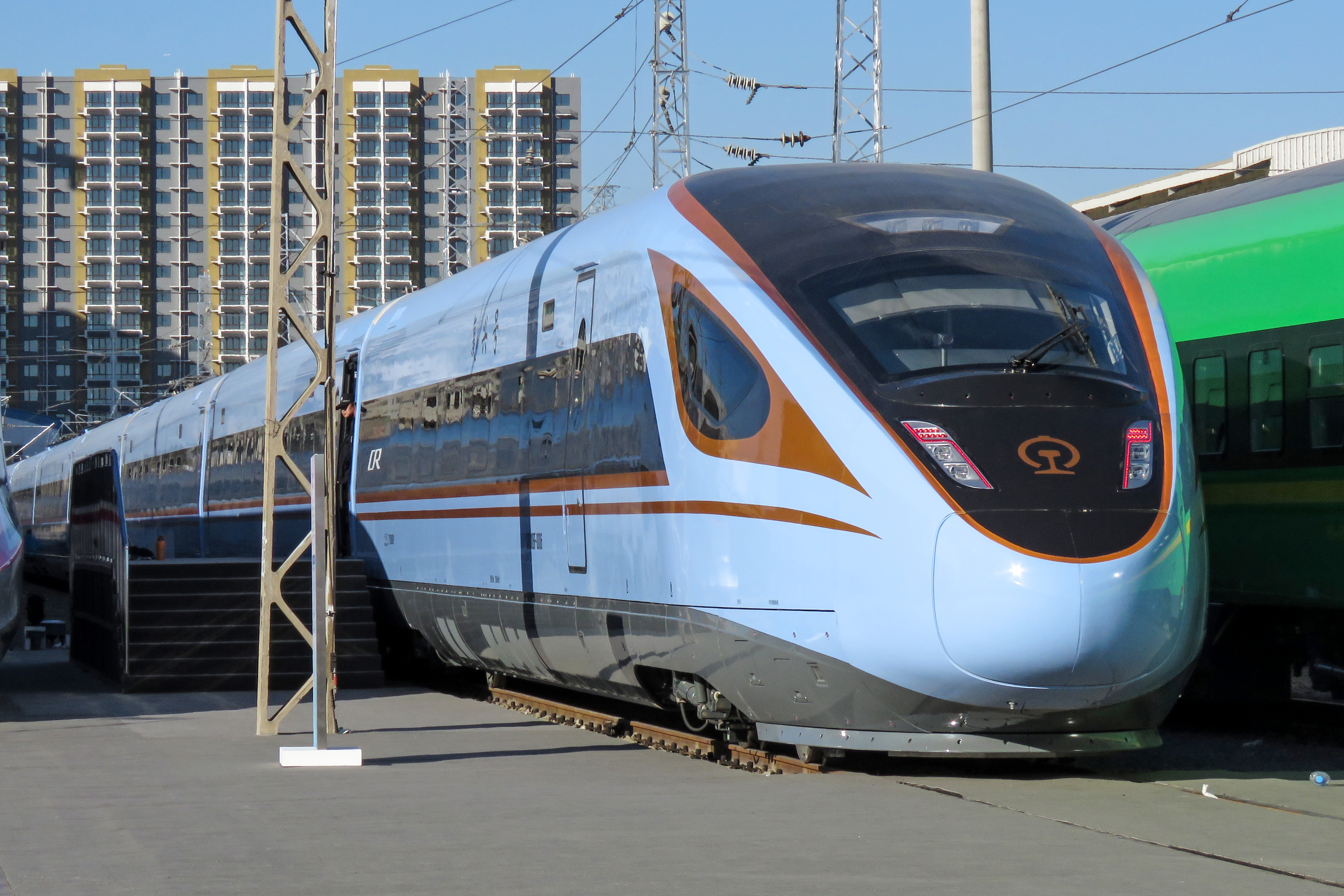
CR300BF型电力动车组
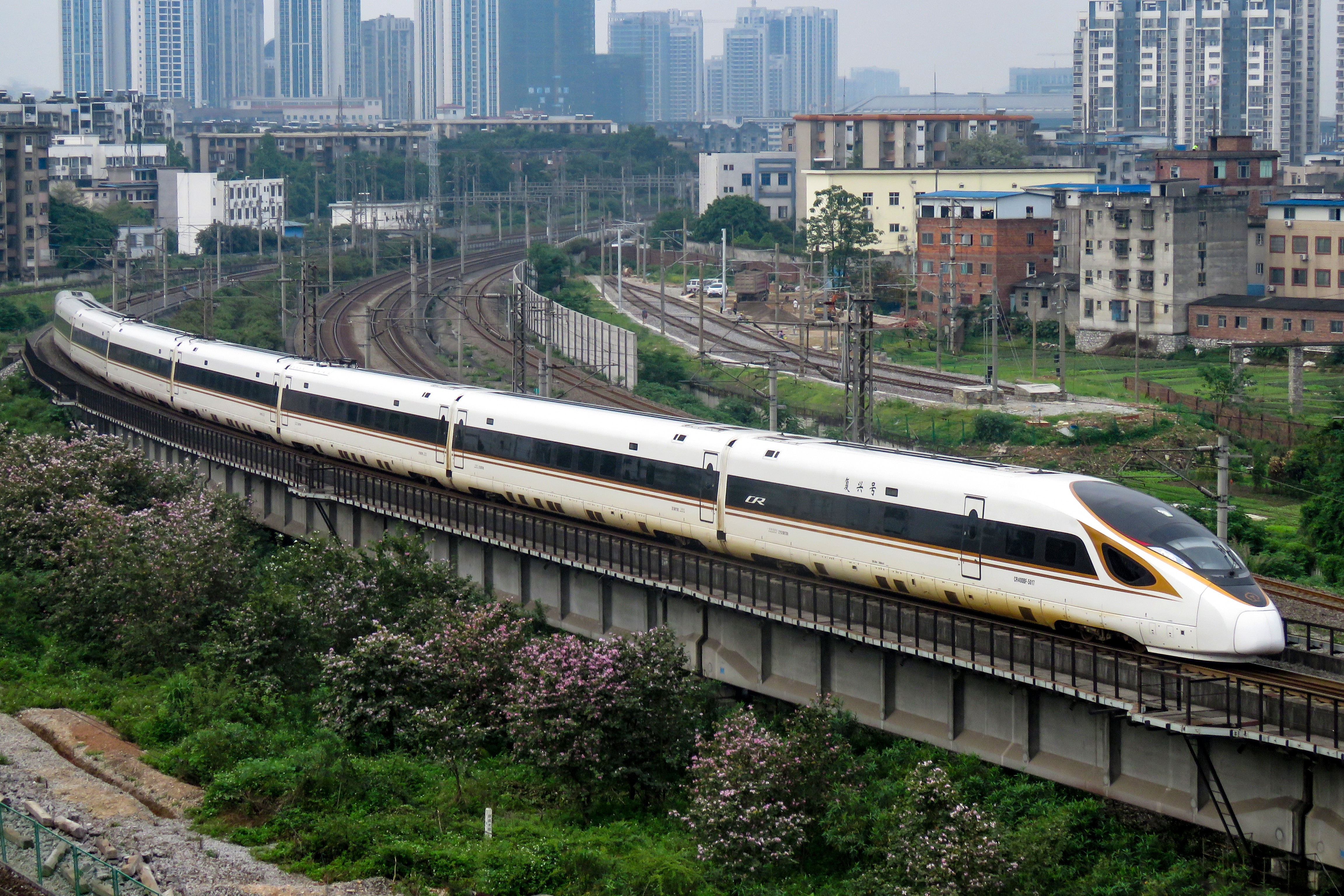
CR400BF型电力动车组
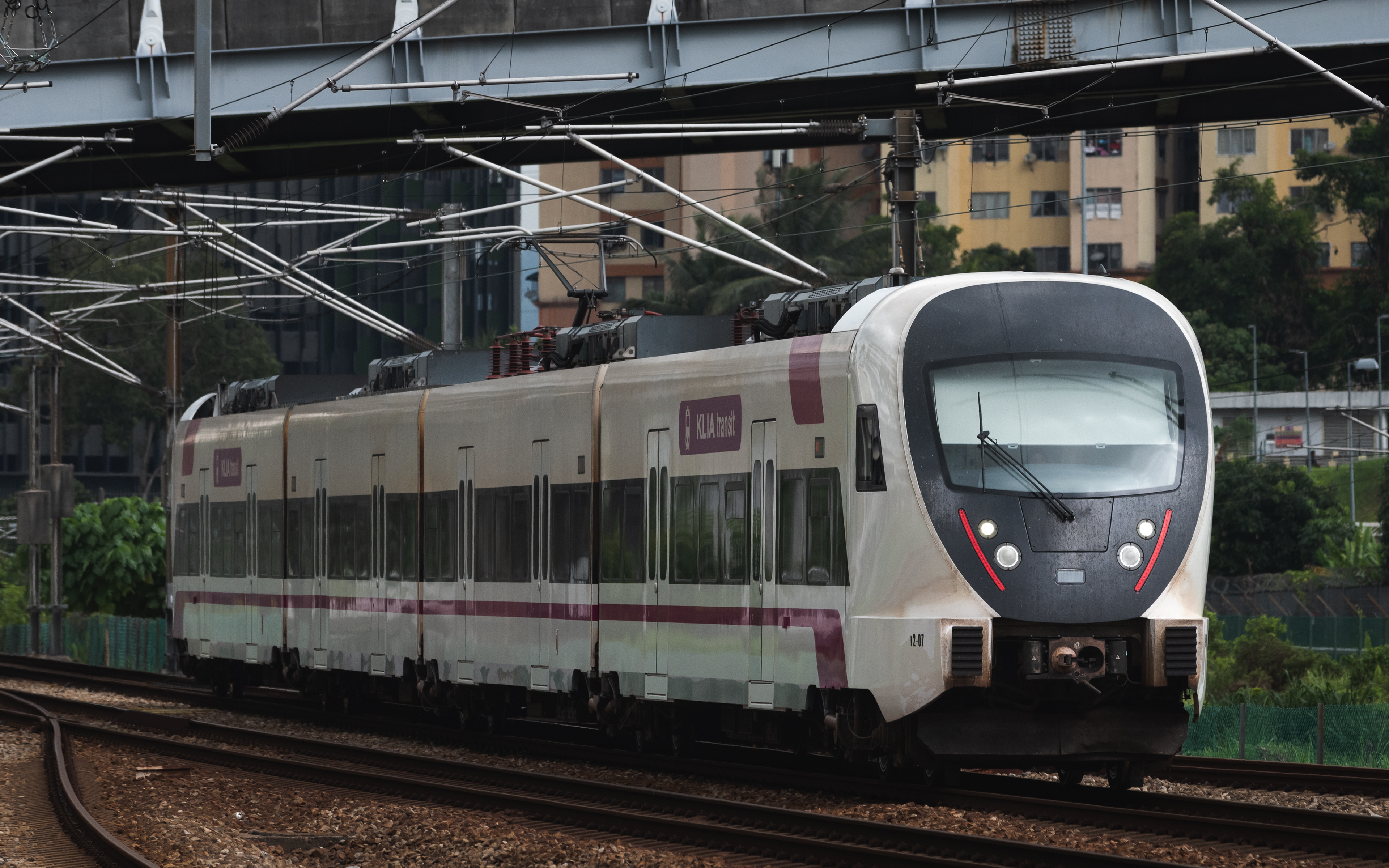
赤道电力动车组

### 城市轨道车辆
- DK1、DK2、DK3、DK6、DK8、DK9、DK11、DKZ1（DK13～DK15）、DK16、DK19、DK20 、DKZ4（DK28～DK31）、DKZ5（DK32～DK34）、DKZ6（DK35～DK37）、DKZ10（DK49～DK50）、DKZ13（DK58～DK61）、DKZ15（DK63～DK66）、DKZ16（DK67～DK70）、DKZ31（DK114～DK117）、DKZ32（DK118～DK121）、DKZ33（DK122～DK125）、DKZ34（DK126～DK129）、DKZ47、DKZ53、DKZ76（DK270～DK272）（海豚号）、DKZ93（石榴君）、QKZ5、CCD3004、CCD5034[註 1]、CCD5035（北京地铁）
- DK4（平壤地铁）
- DK8、DK12、DKZ1、DKZ7（DK38～DK41，其中DK40、DK41为预留扩编车厢）、DKZ9（DK45～DK48）、DKZ12（DK56～DK57）、DKZ19（DK78～DK81，其中DK80、DK81为预留扩编车厢）、CCD5057（天津地铁）
- DKZ2、DKZ3、DKZ11（DK51～DK55）（德黑兰地铁）
- DKZ8（DK42～DK44）（武汉地铁1号线）
- DKZ18（DK74～DK77[11]，沈阳地铁1号线）
- DKZ24/24A（DK90～DK92，深圳地铁3号线）
- DKZ25（深圳地铁2号线）
- DKZ27、DKZ75（西安地铁2号线）
- DKZ28（觀塘綫）、DKZ50（南港島綫）（港铁）
- DKZ29（DK109～DK110）（廣佛地鐵）
- DKZ36（DK132～DK135）、DKZ40（重庆轨道交通1号线、6号线）
- DKZ46（哈尔滨地铁1号线）
- DKZ58（上海地铁03A02型与04A02型）
- DKZ60 / DKZ61（DK205～DK208，长春轨道交通1号线及2号线）
- 成都地铁3号线“天府神韵”列车（DKZ67，DK227～DK230）
- 成都地铁4号线“天府神韵”列车（DKZ68，DK231～DK234）
- DKZ90（DK299～DK300，波士顿地铁橙线）
- DKZ91（DK301～DK302，波士顿地铁红线）
- DKZ92（DK303～DK307，兰州轨道交通1号线）
- DKZ94、CCD5004（武汉地铁2号线）
- DKZ96 / DKZ97 / DKZ98（上海地铁17A01型）
- DKZ103（武汉地铁7号线）
- CCD5001（上海地铁05C02型）
- CCD5002（曼谷大眾運輸系統）
- CCD5003（上海地铁12A02型）
- CCD5005、CCD5047（武汉地铁11号线）
- CCD5009（西安地铁14号线）
- CCD5062（广州地铁2号线、8号线）
- CCD5066（西安地铁16号线）
- CCD5075（长春轨道交通6号线）
- CCD5076（成都地铁13号线）
- CCD5077（上海地铁17A02型）
- QKZ2 （重庆轨道交通2号线）
- QKZ3（QK14～QK17）（长春轨道交通3号线）
- QKZ7（QK28～QK31）（长春轨道交通3号线及4号线）
- QKZ11（重庆轨道交通3号线）
- 上海地铁AC04型
- 上海地铁AC09型
- 上海地铁AC14A型与AC14B型、CCD5010（06C04型）
- 上海地铁AC15A型（DK82～DK85）、AC15B型（DK139～DK142）、08C04型
- 长春轻轨100%低地板电动车组（长春轨道交通4号线）
- 深圳地铁MOVIA电动车组（深圳地铁1號綫）
- 深圳地铁1号线、2号线、5号线增购列车
- 深圳地铁7号线、9号线、10号线、14号线、20号线列车
- 广州地铁长客-庞巴迪Movia 456列车（广州地铁1号线、8号线）
- 港鐵屯馬綫中國製列車（2014年起製造，港铁西鐵綫、馬鞍山綫及屯馬綫）
- 悉尼城市铁路A/B型电动列车（英语：Sydney Trains A & B sets）（悉尼城市铁路）
- 新加坡地铁MOVIAC951电动列车（英语：Bombardier MOVIA C951）（新加坡地铁滨海市区线）
- 里约热内卢地铁（4号线）
- 洛杉磯地铁红线和紫线列车
- 武汉地铁4号线二期列车
- 武汉地铁3号线一期列车
- 武汉地铁8号线一期列车
- 重庆轨道交通9号线As型列车
- 重庆轨道交通10号线As型列车
- 重庆轨道交通环线As型列车
- 成都地铁5号线列车
- 沈阳浑南现代有轨电车
- 厦门轨道交通2号线列车
- 金华轨道交通金义东线列车

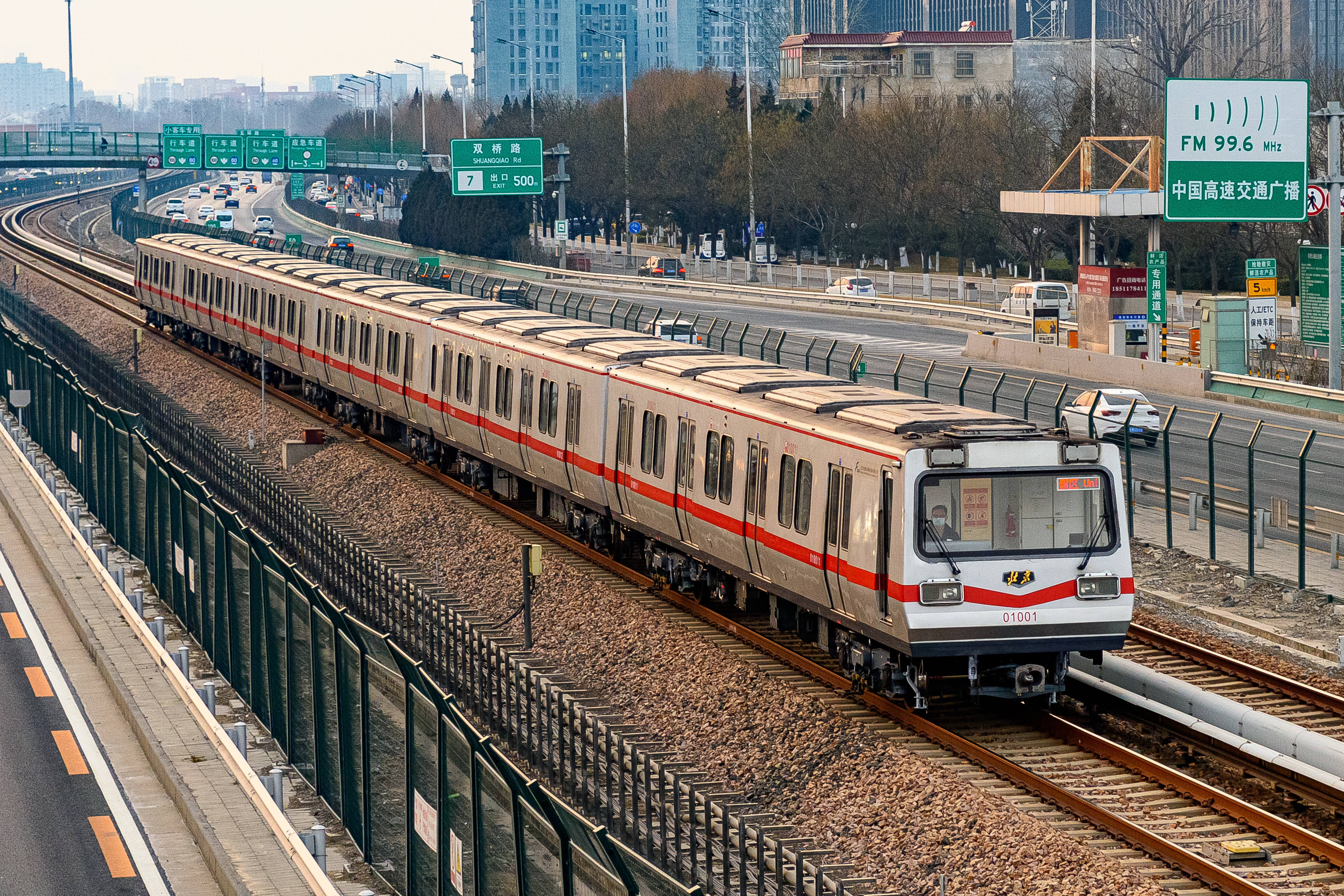
北京地铁DKZ4型电动车组是北京地铁的第一款变频调压列车
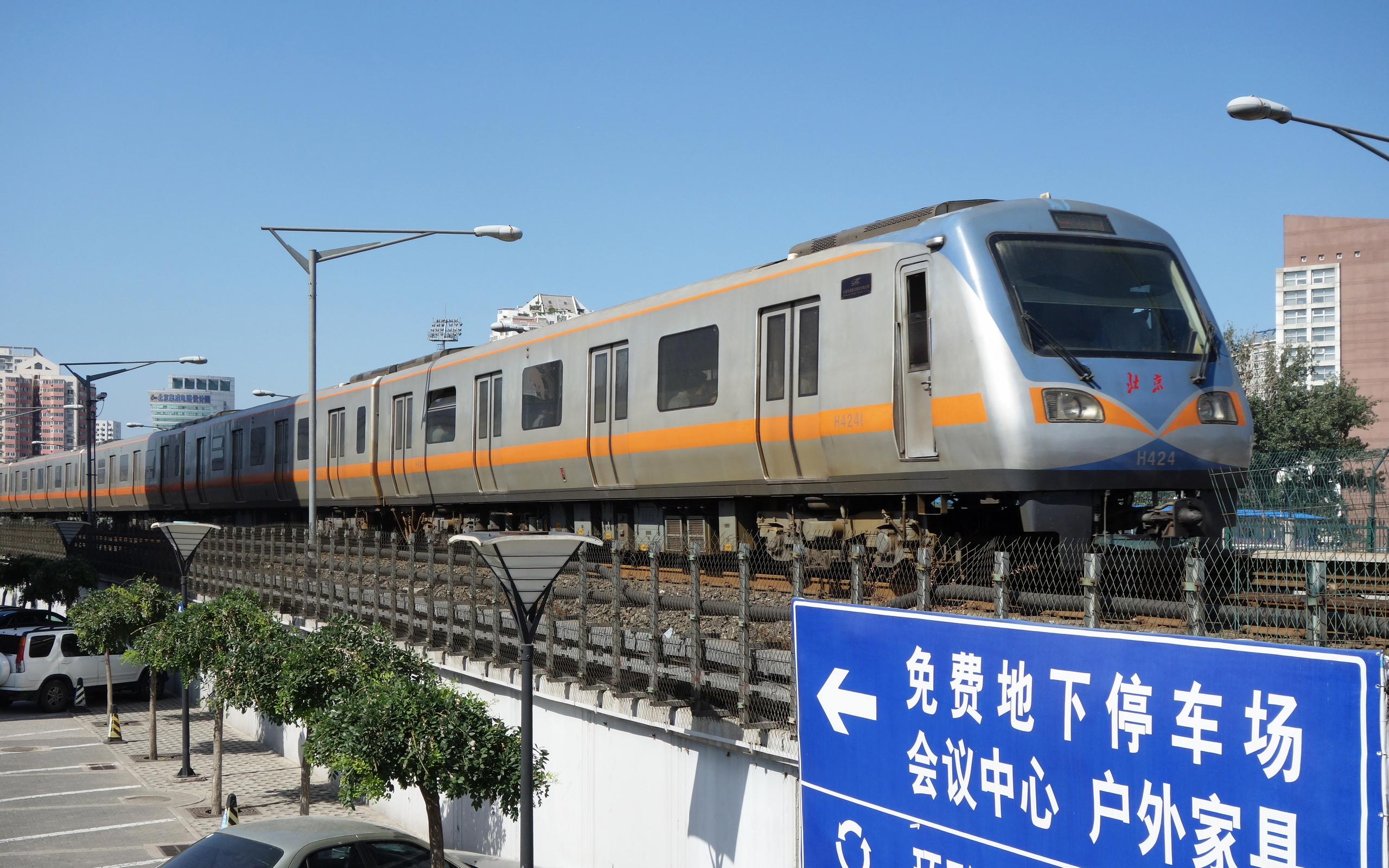
北京地铁13号线DKZ5型列车
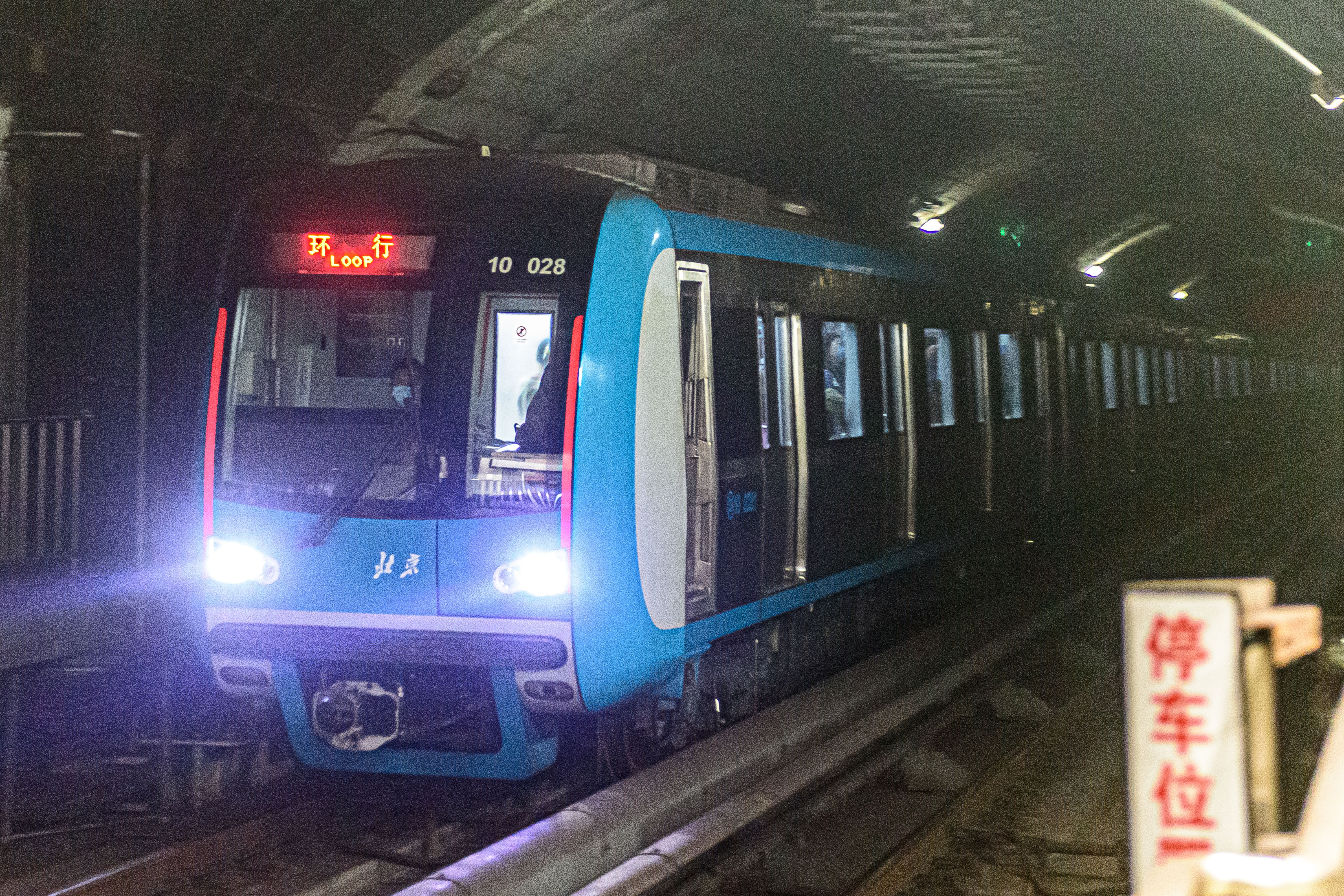
北京地铁10号线DKZ15型列车
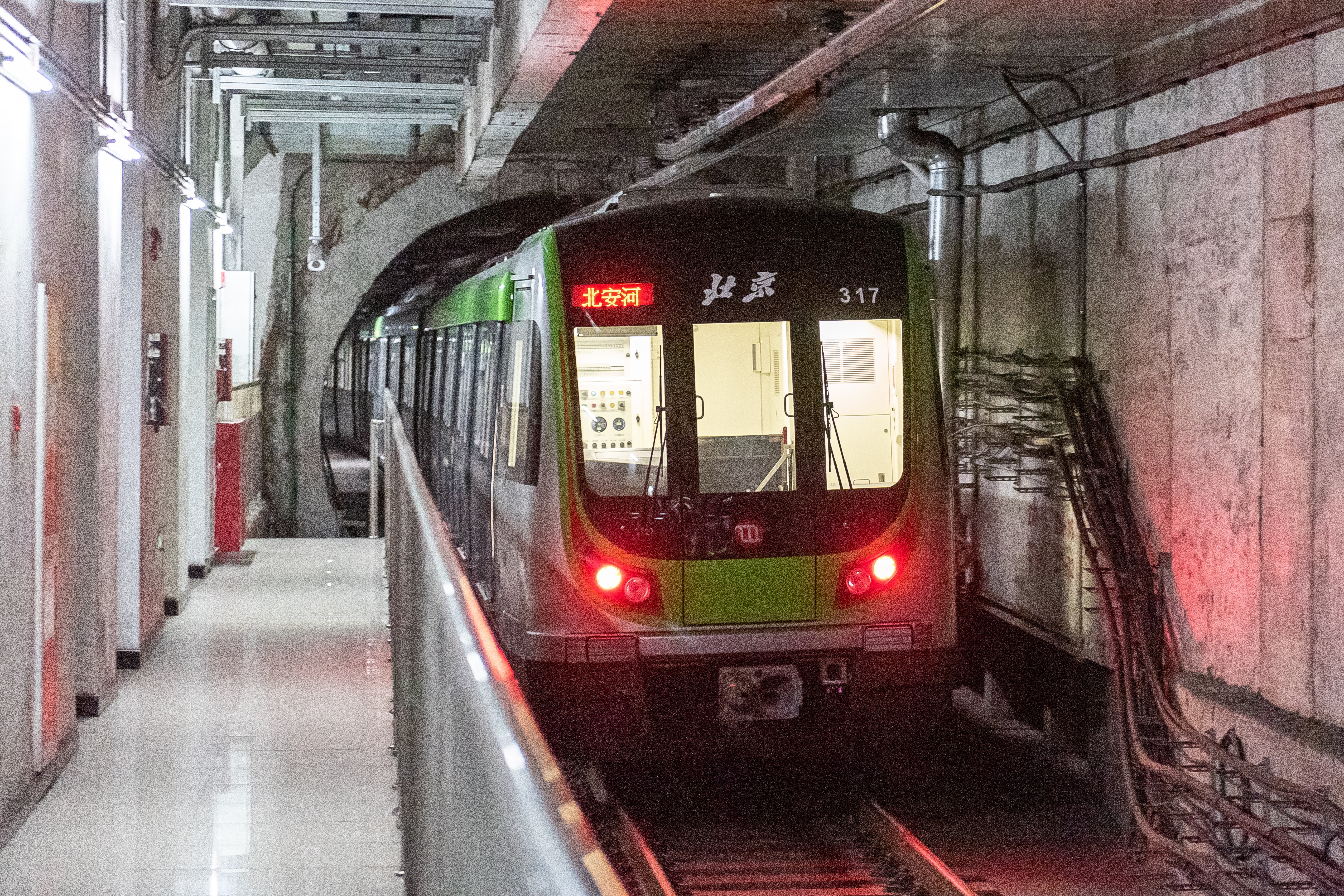
北京地铁16号线DKZ93型列车
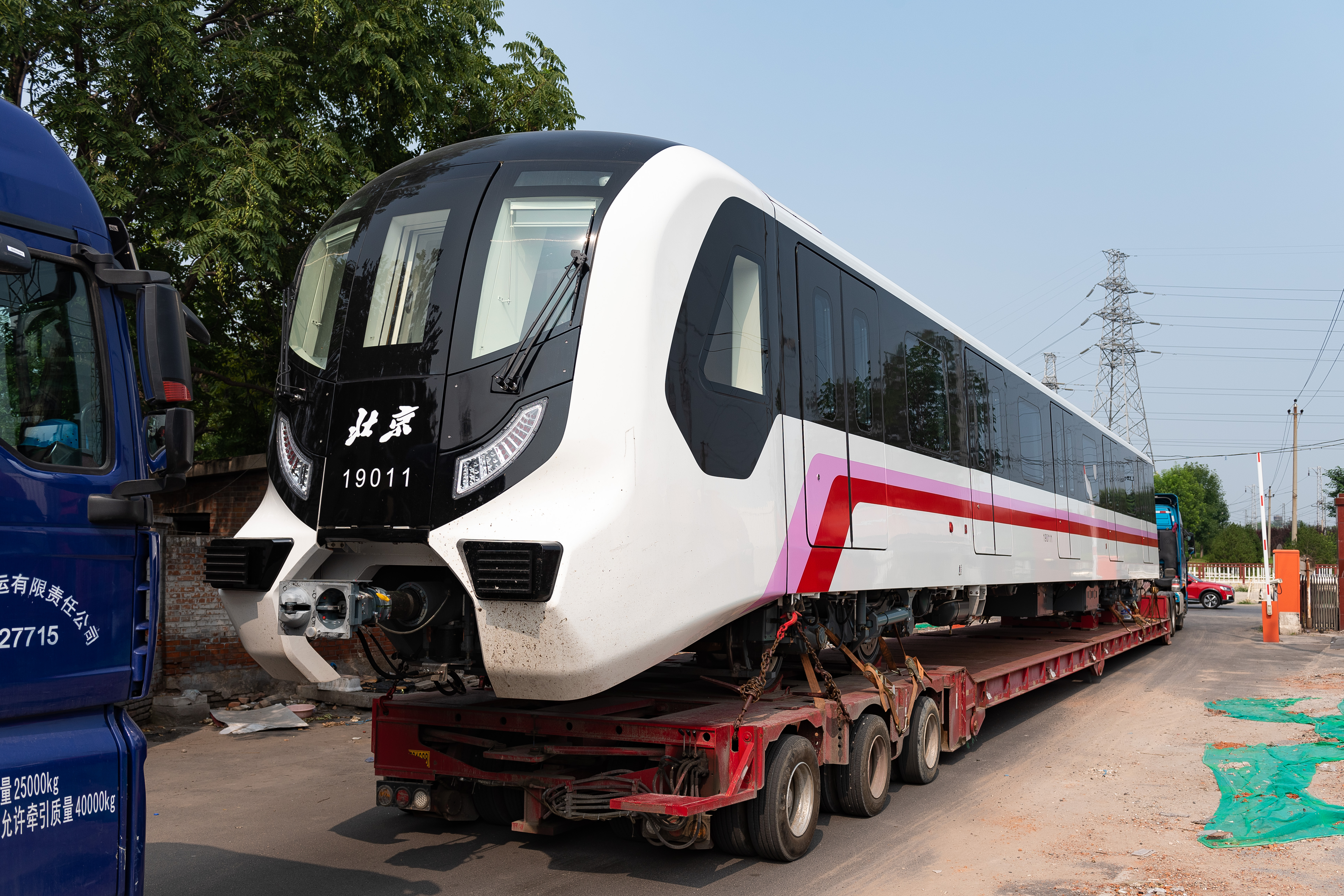
北京地铁19号线CCD5034型列车
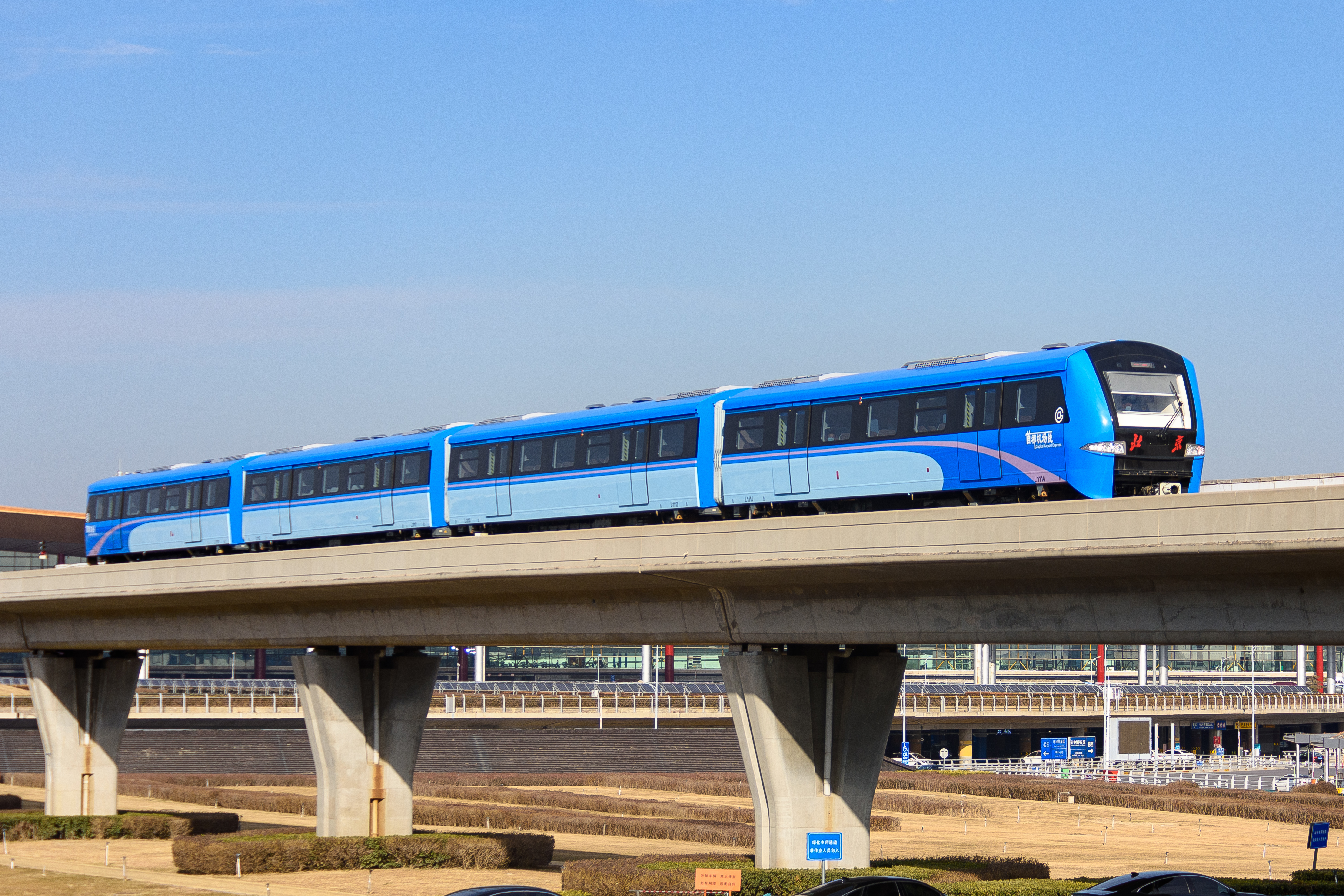
北京地铁首都机场线CCD3004型列车
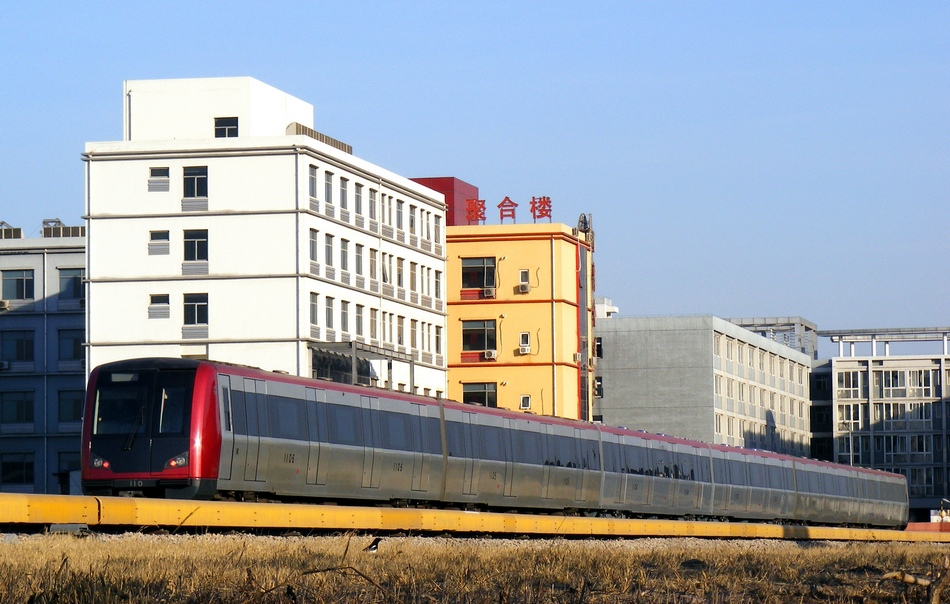
天津地铁1号线列车
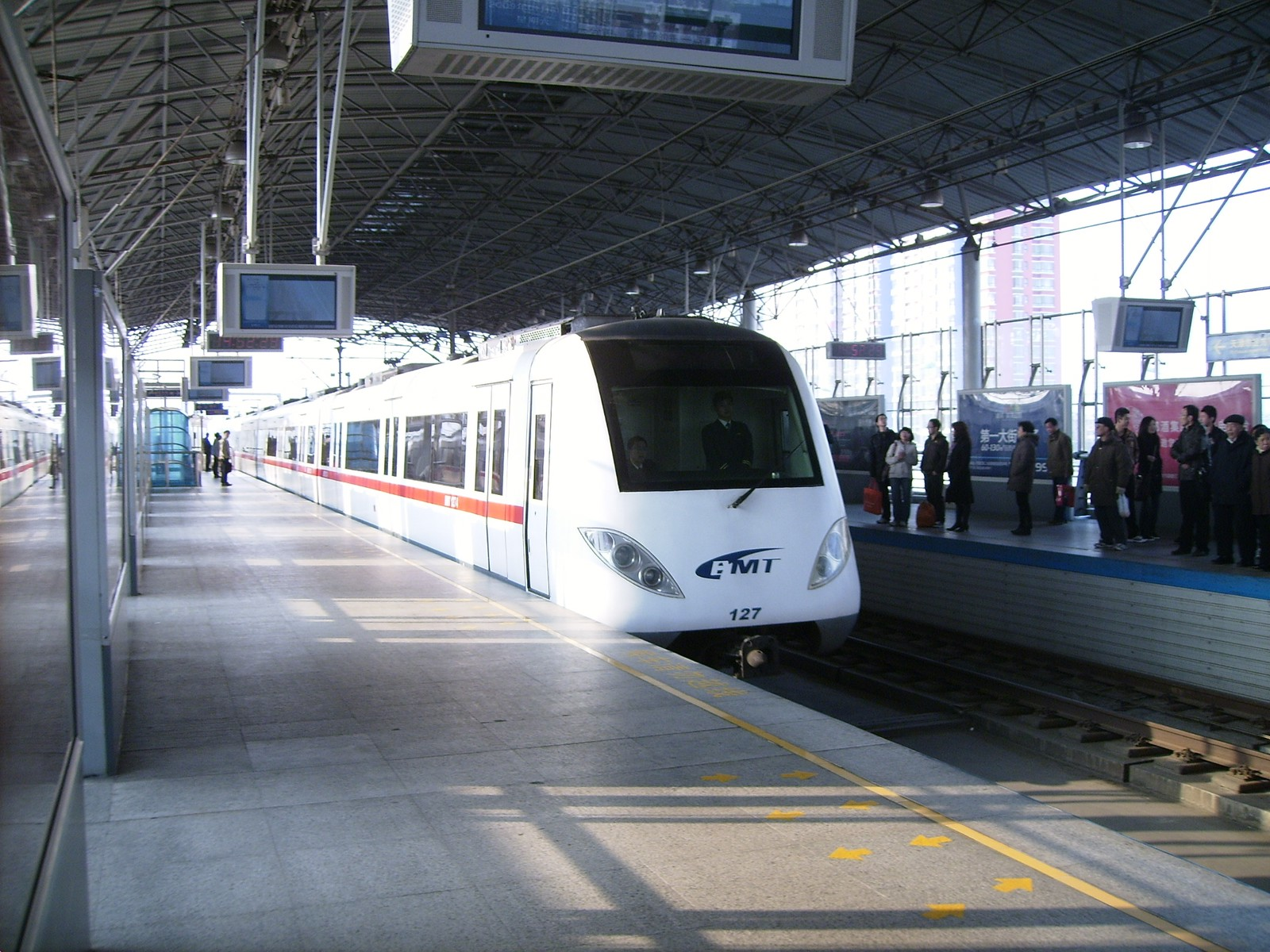
天津地铁9号线列车
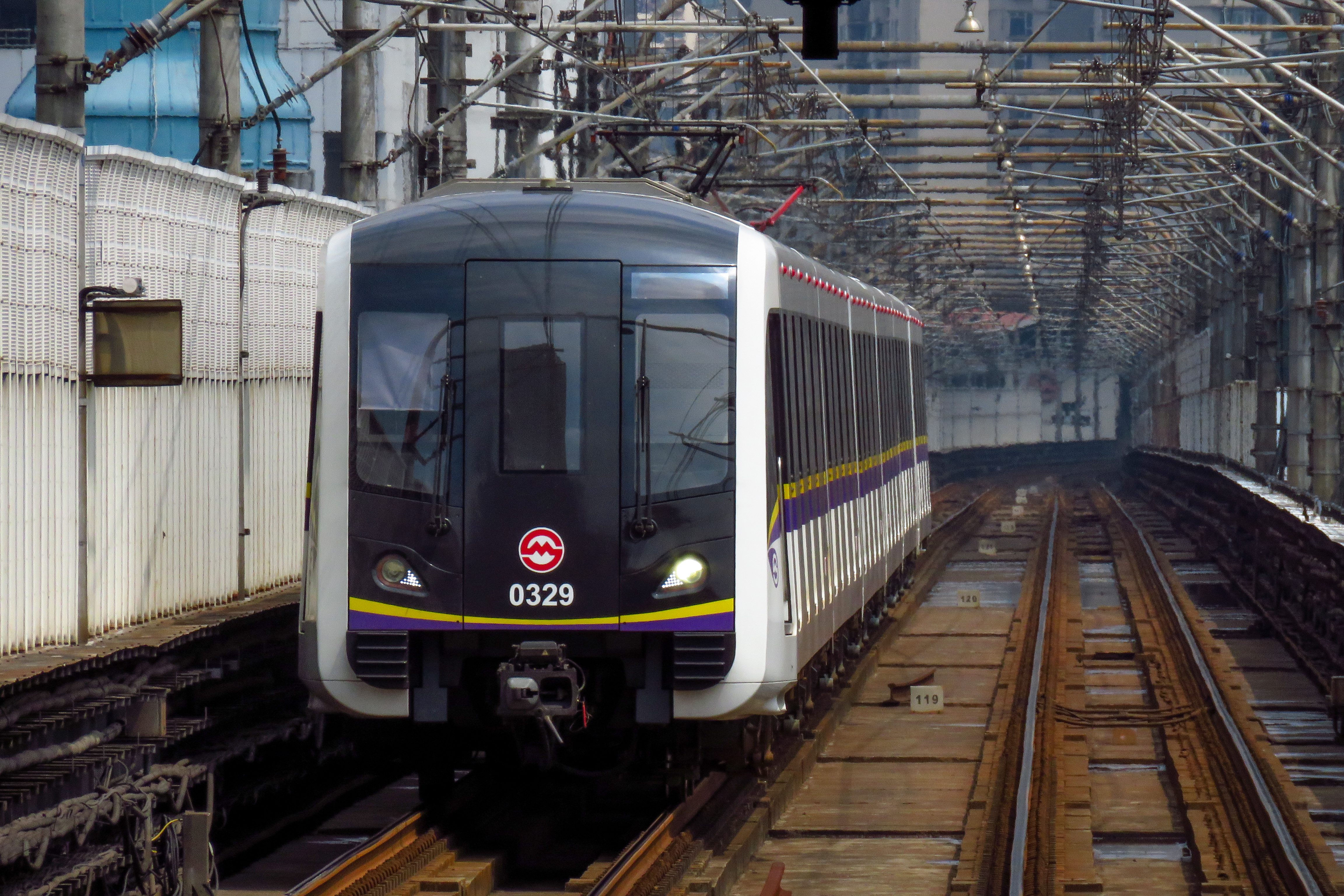
上海轨道交通03A02型
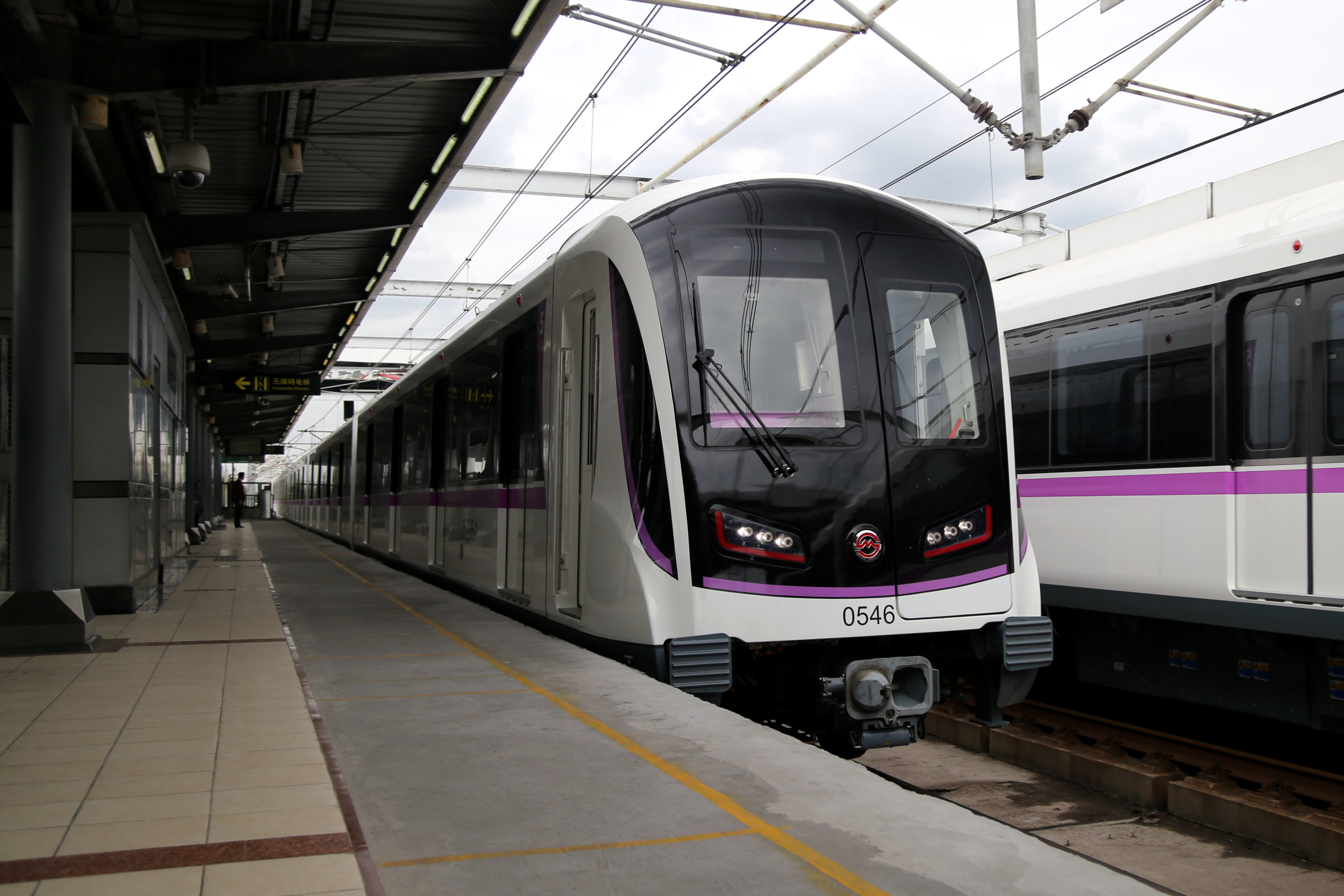
上海轨道交通05C02型
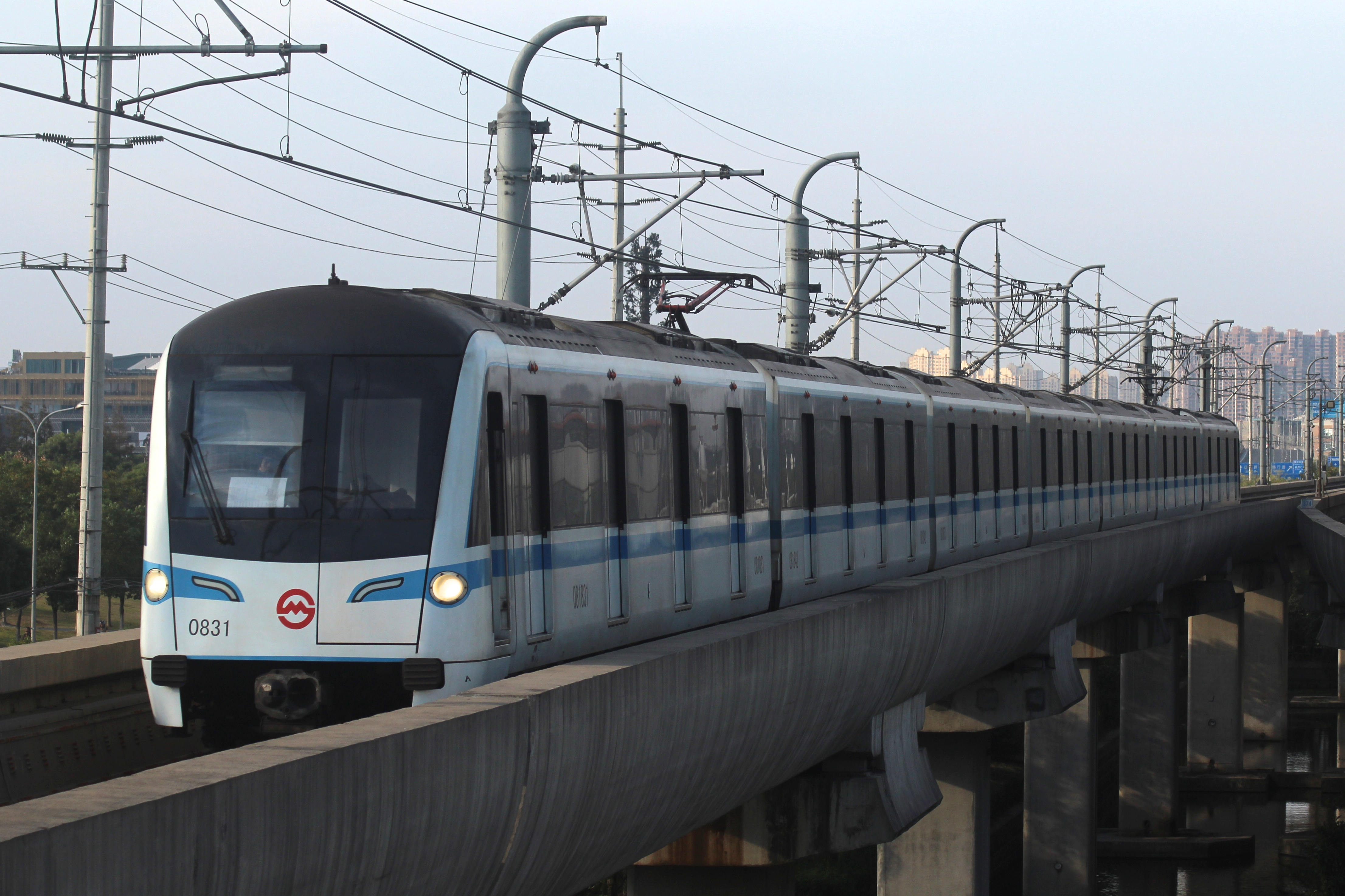
上海轨道交通08C02型
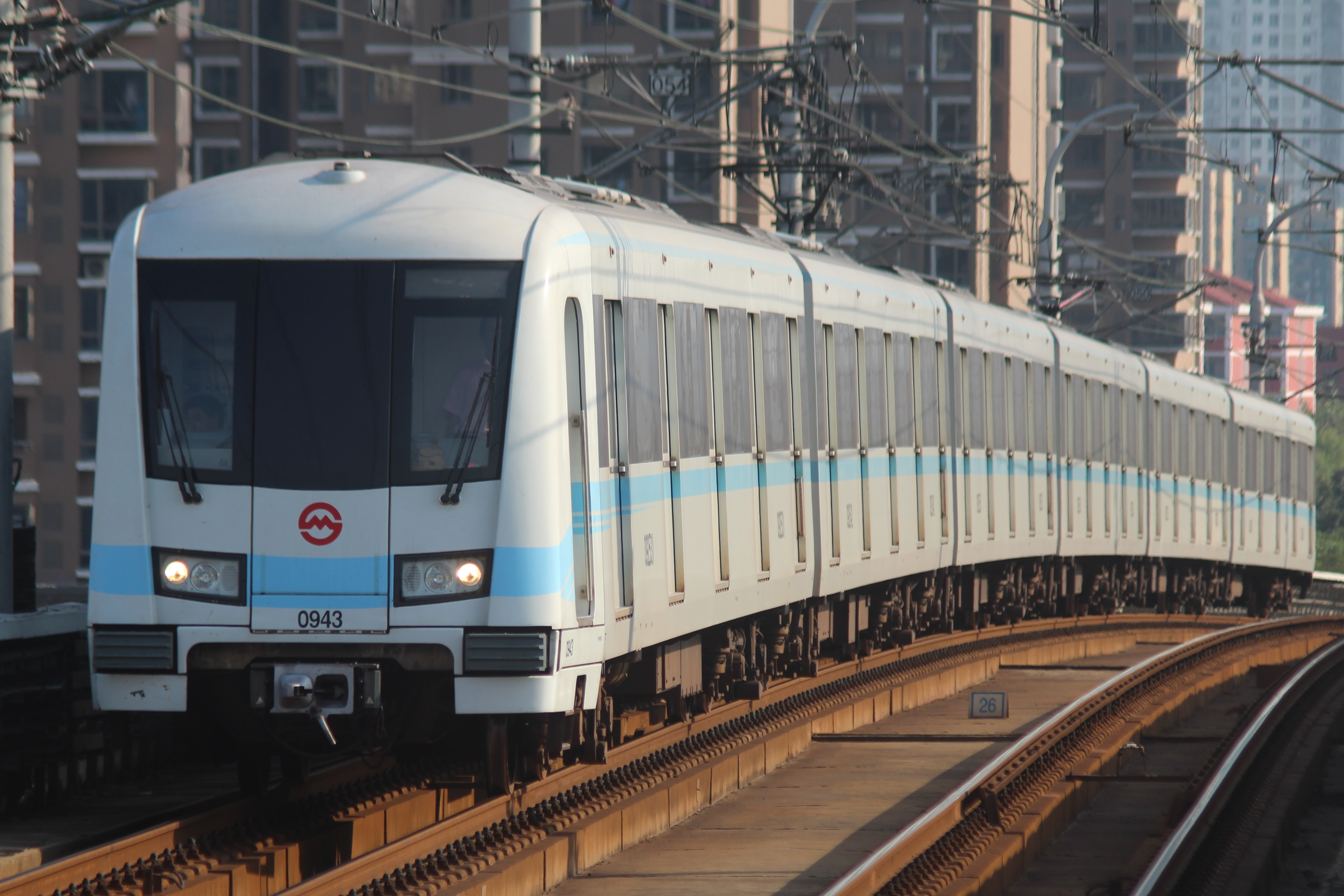
上海轨道交通09A02型
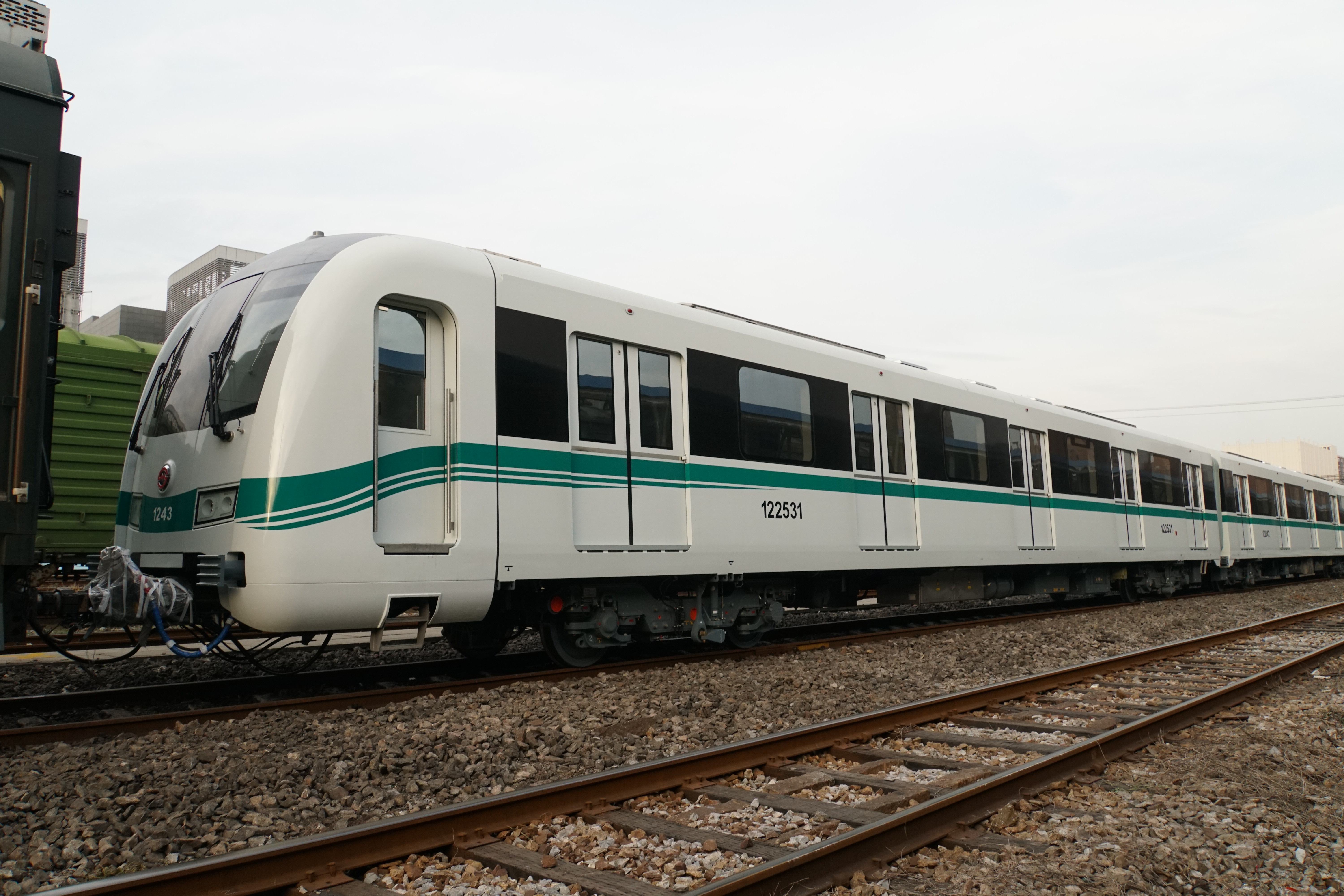
上海轨道交通12A02型
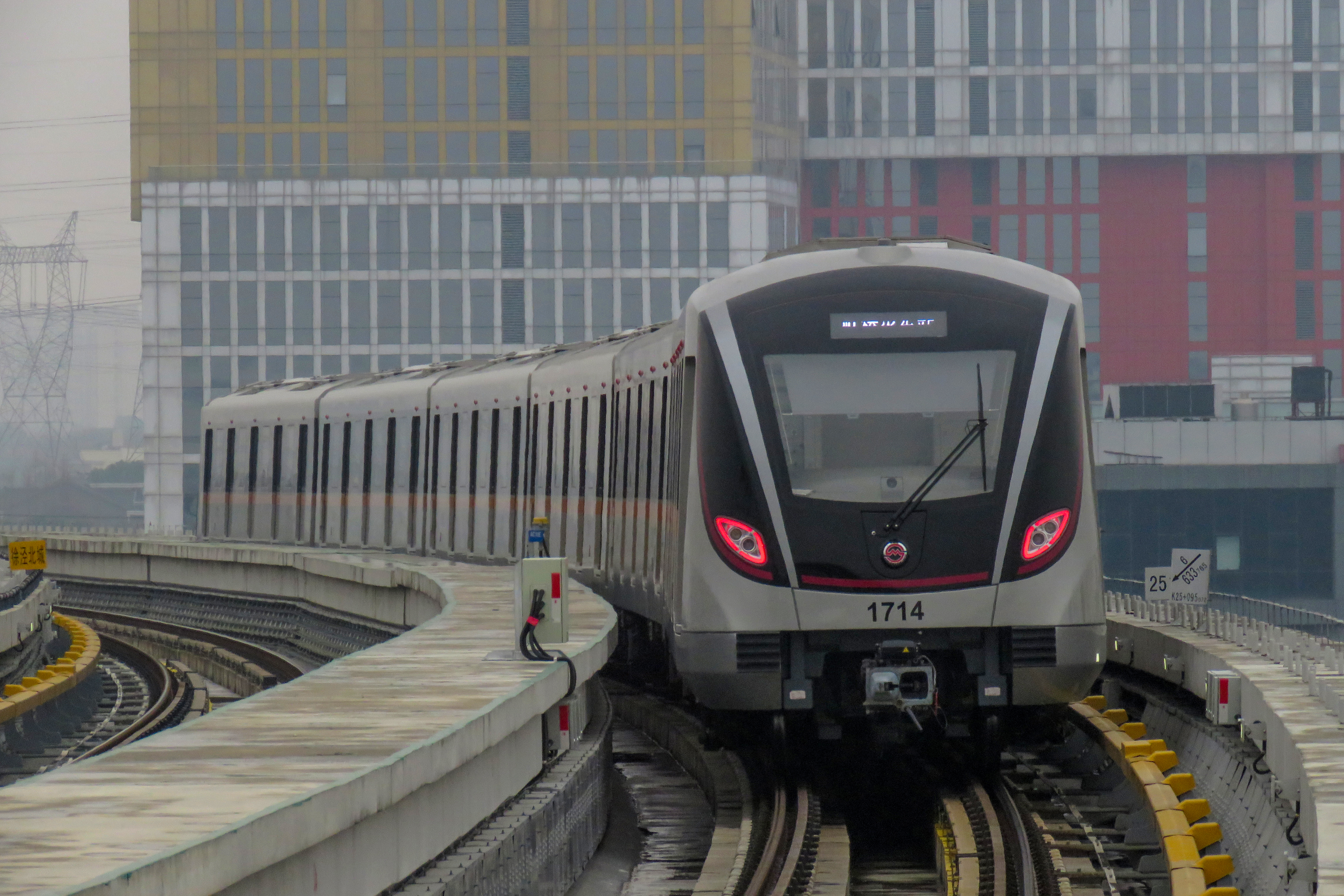
上海轨道交通17A01型
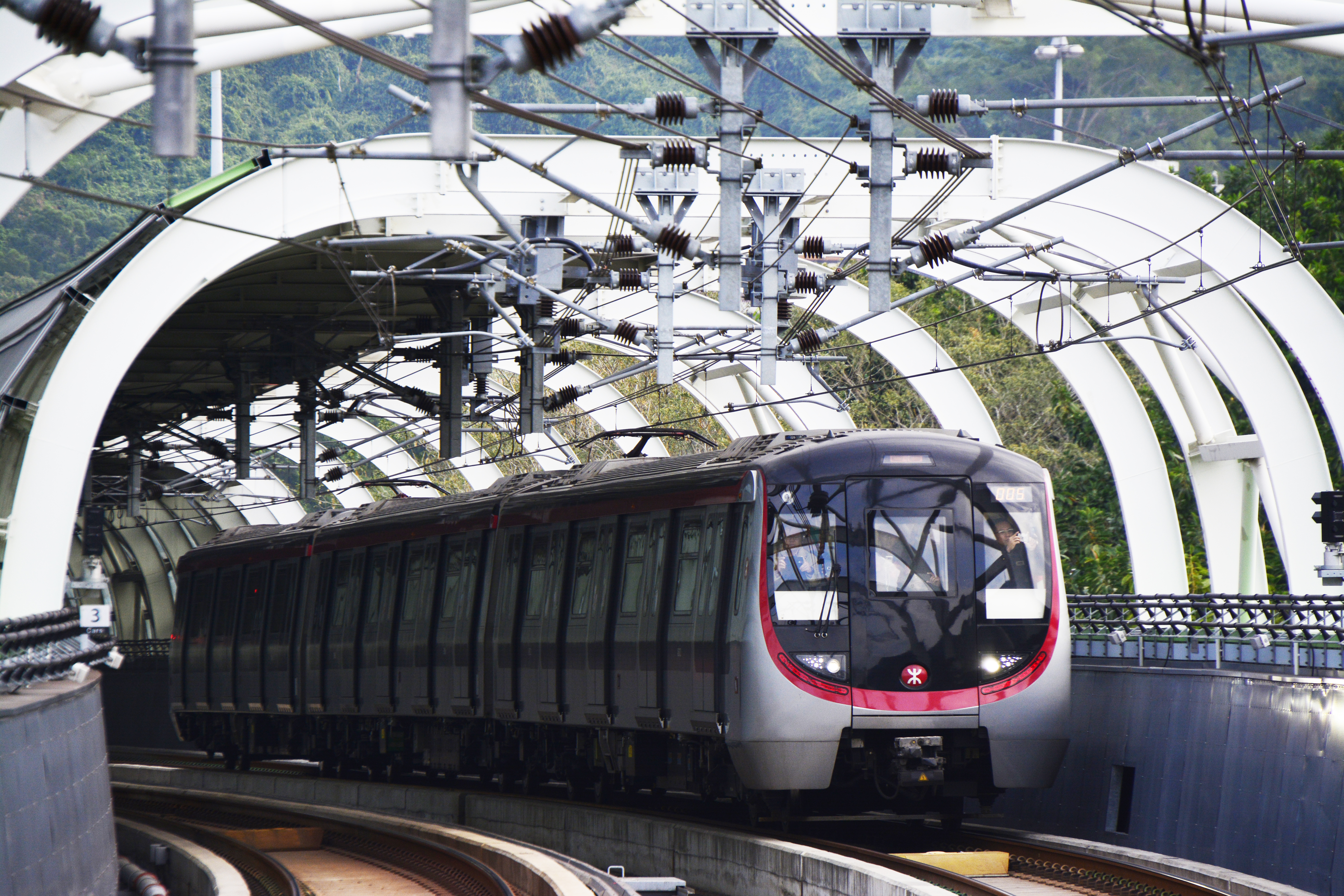
港鐵南港島綫中國製列車
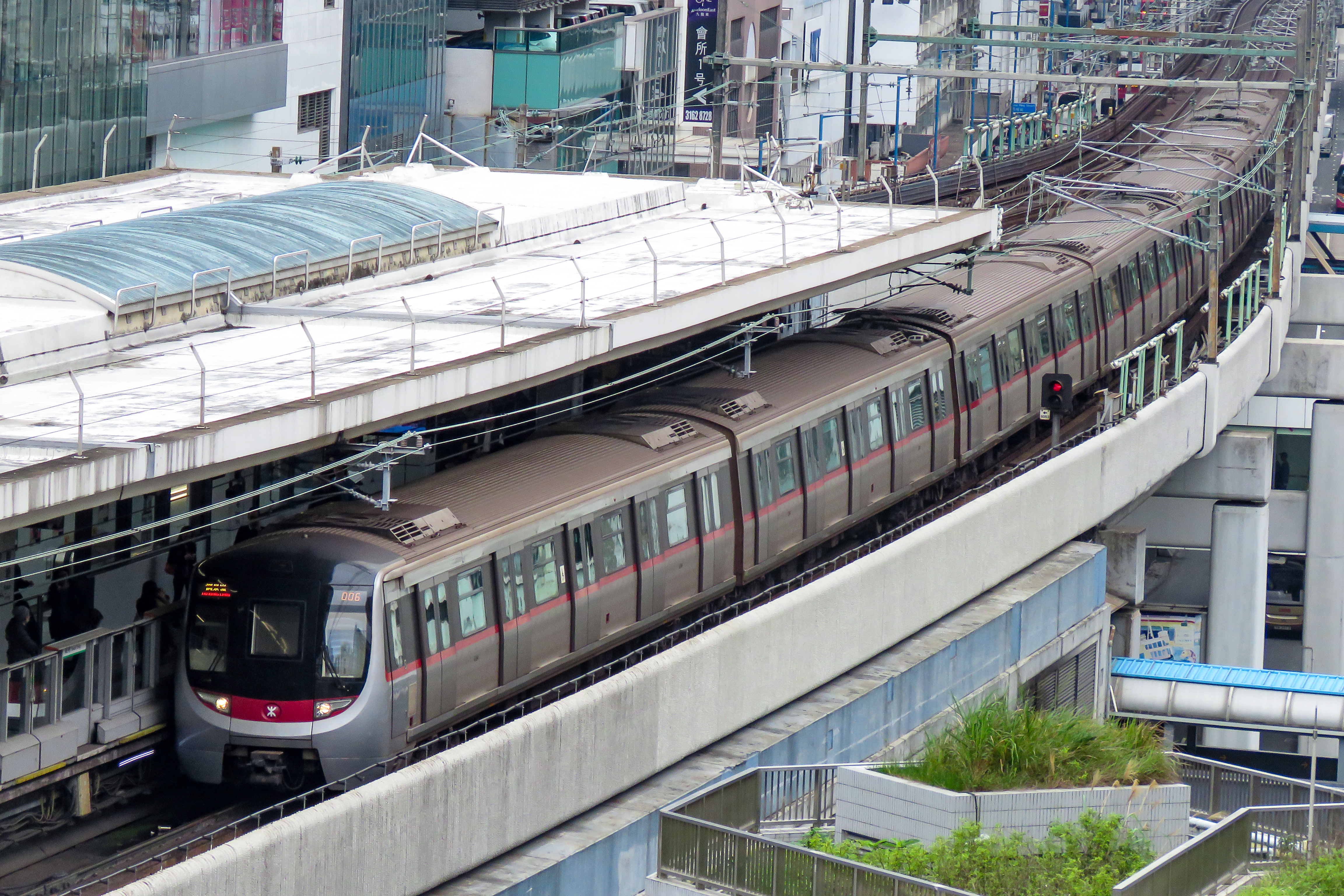
港鐵市區綫中國製列車
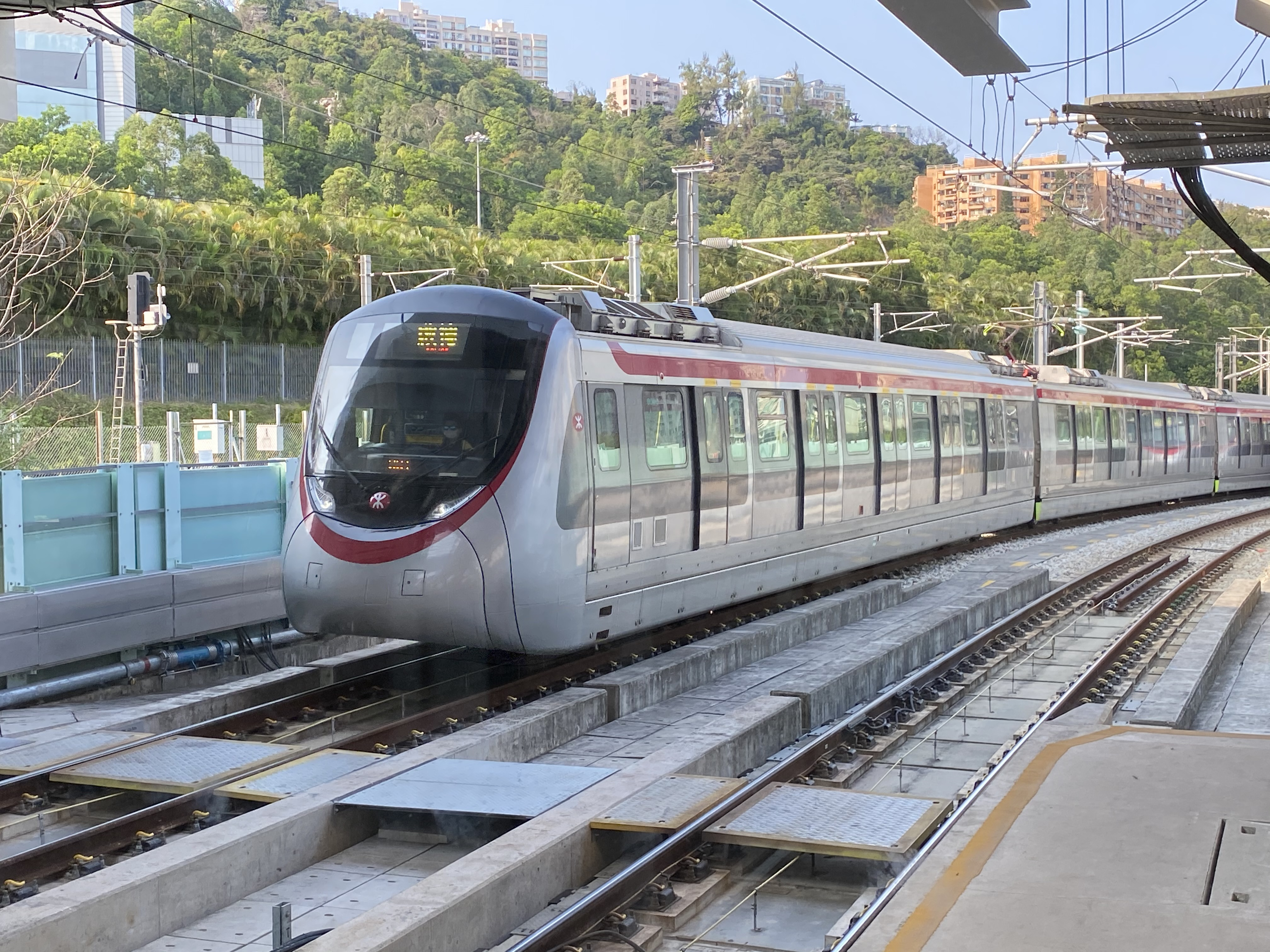
港鐵屯馬綫中國製列車
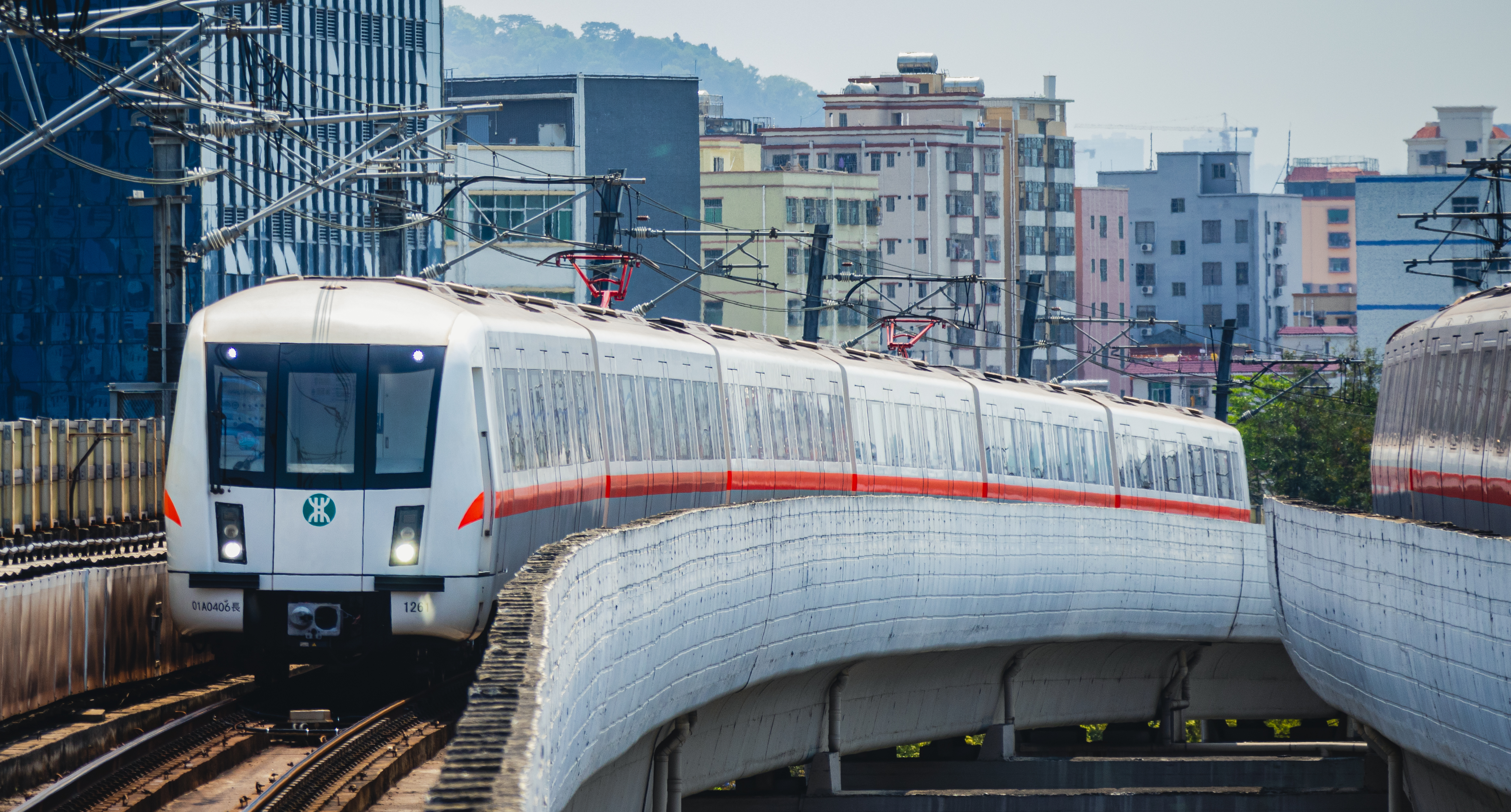
深圳地铁1号线增购列车
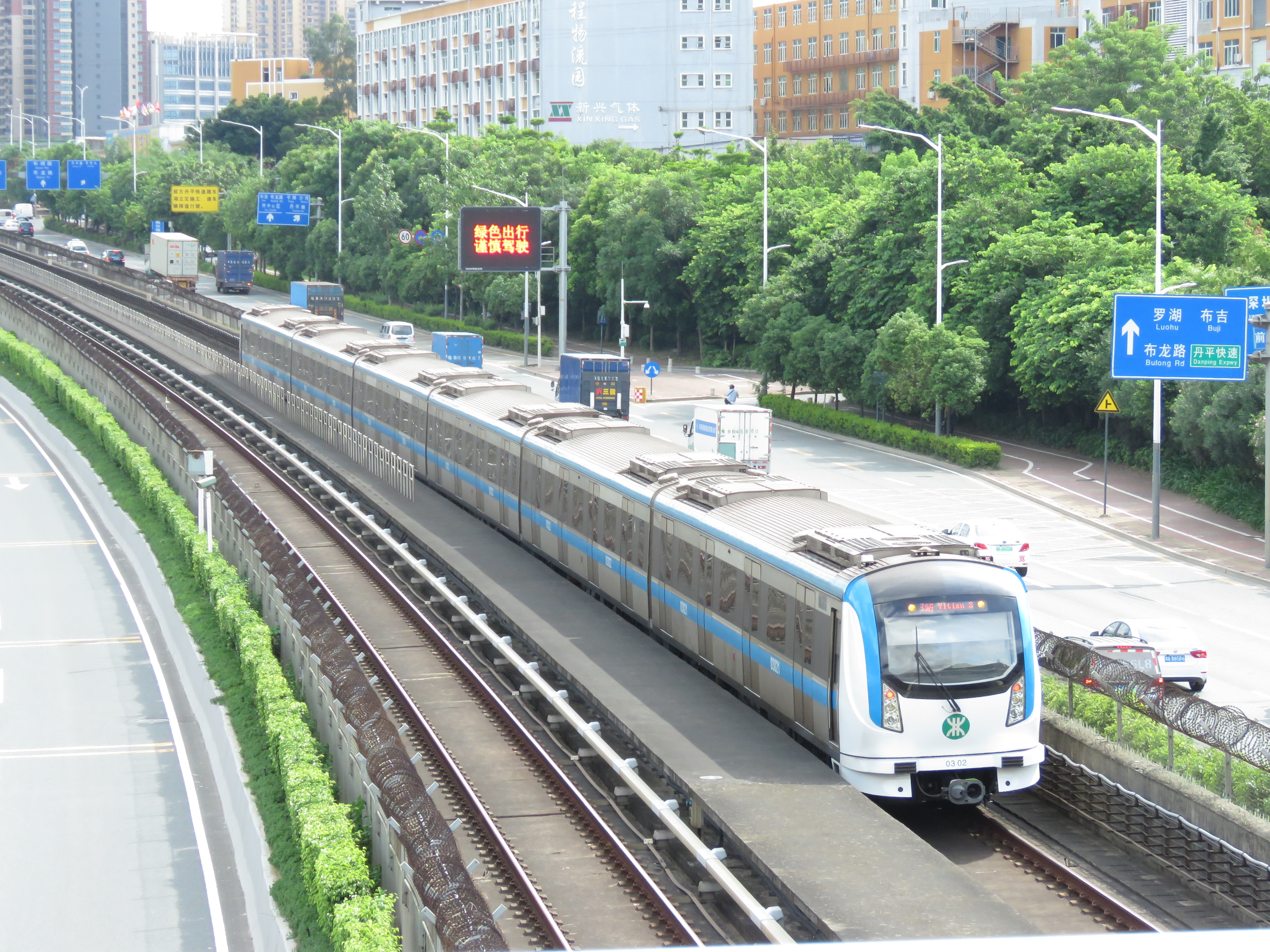
深圳地铁3号线列车
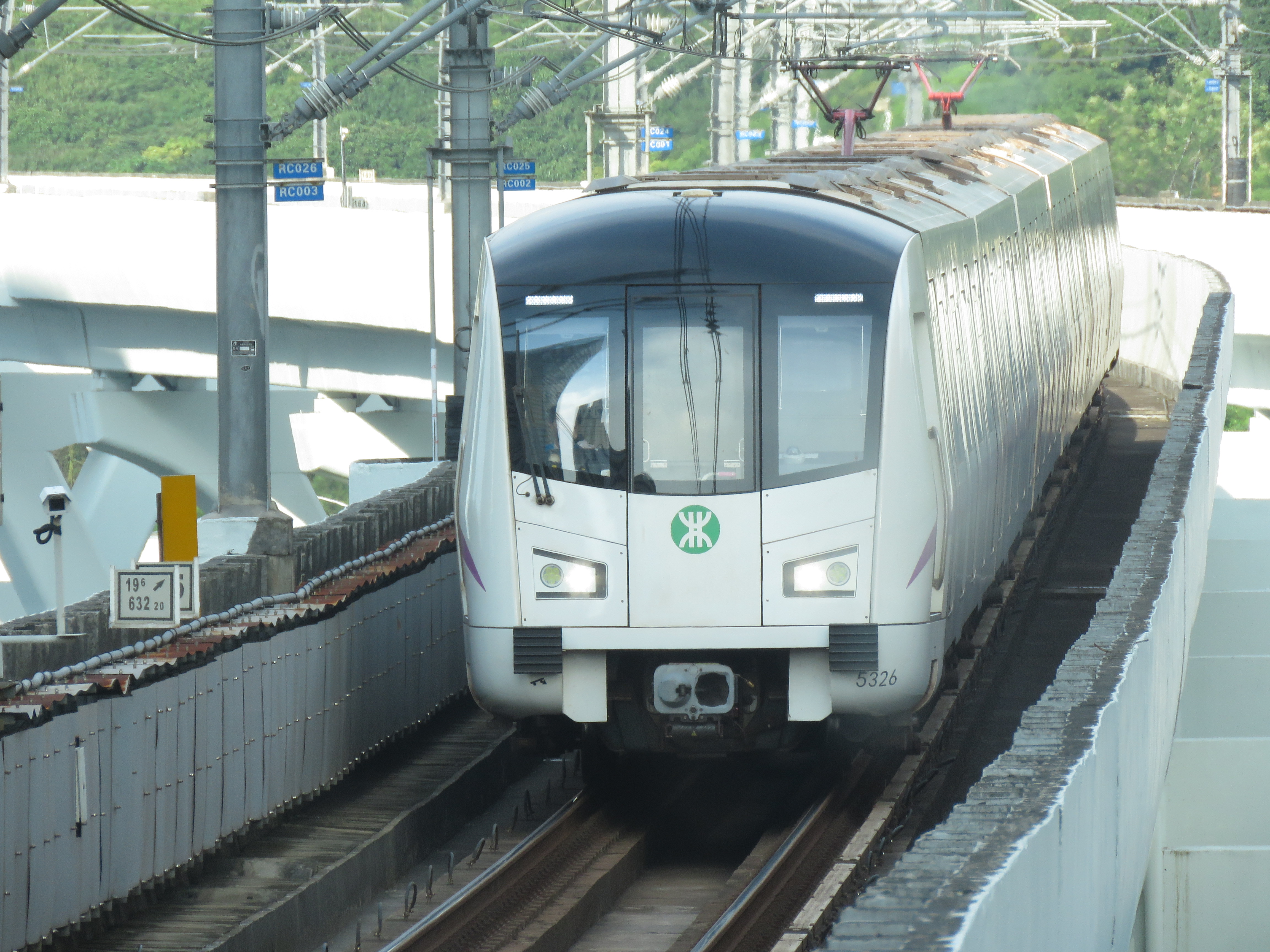
深圳地铁5号线增购列车
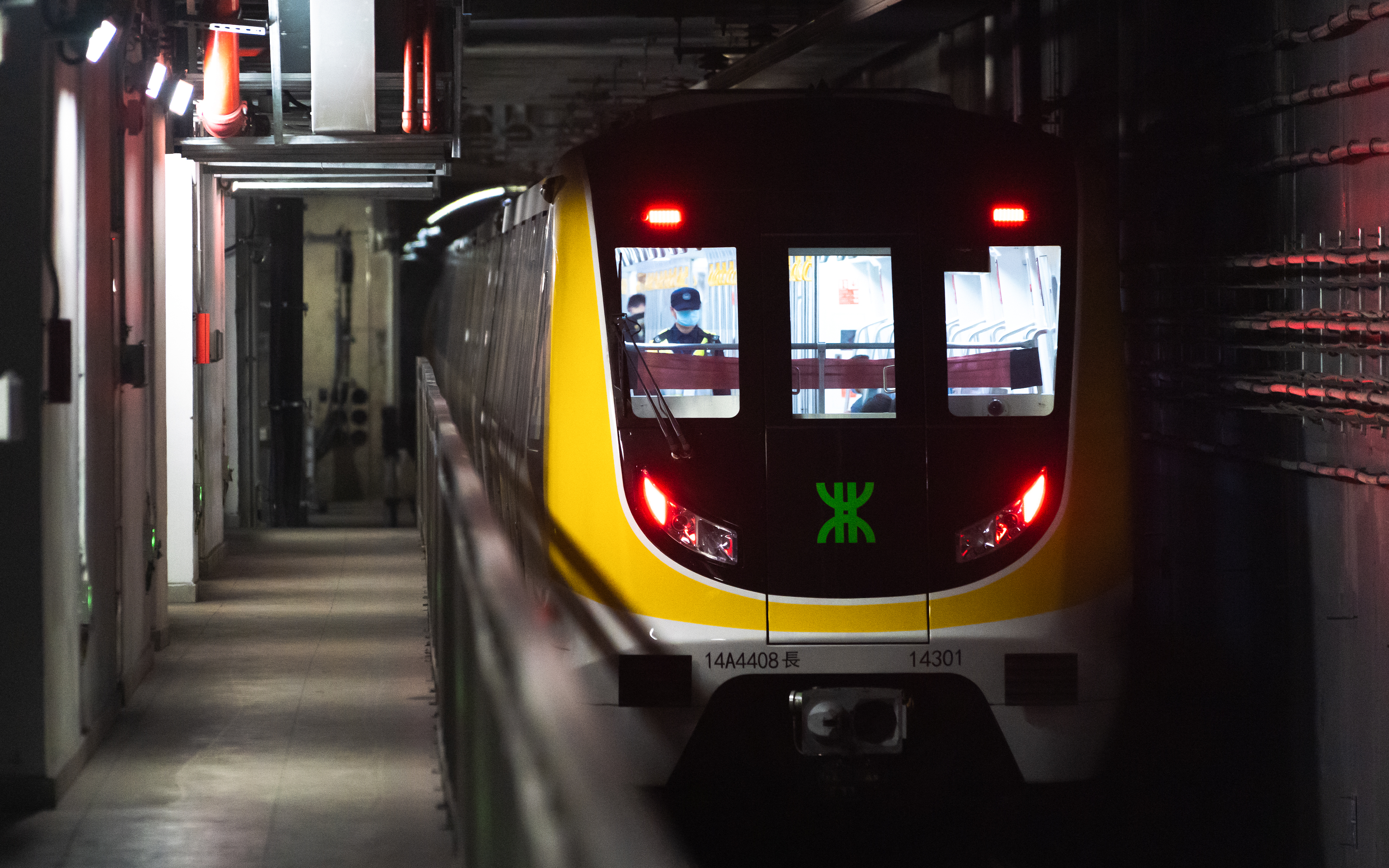
深圳地铁14号线列车
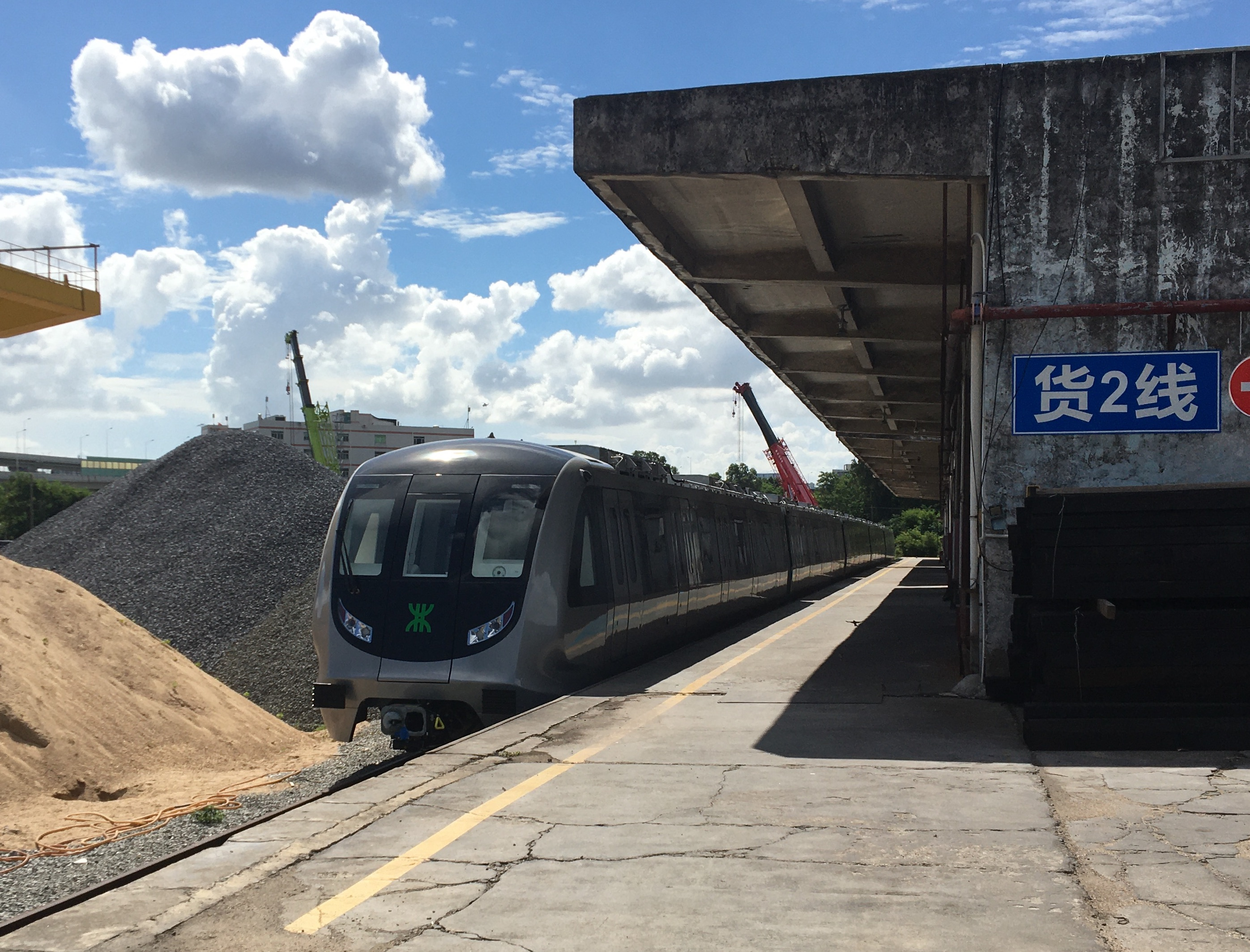
深圳地铁20号线列车
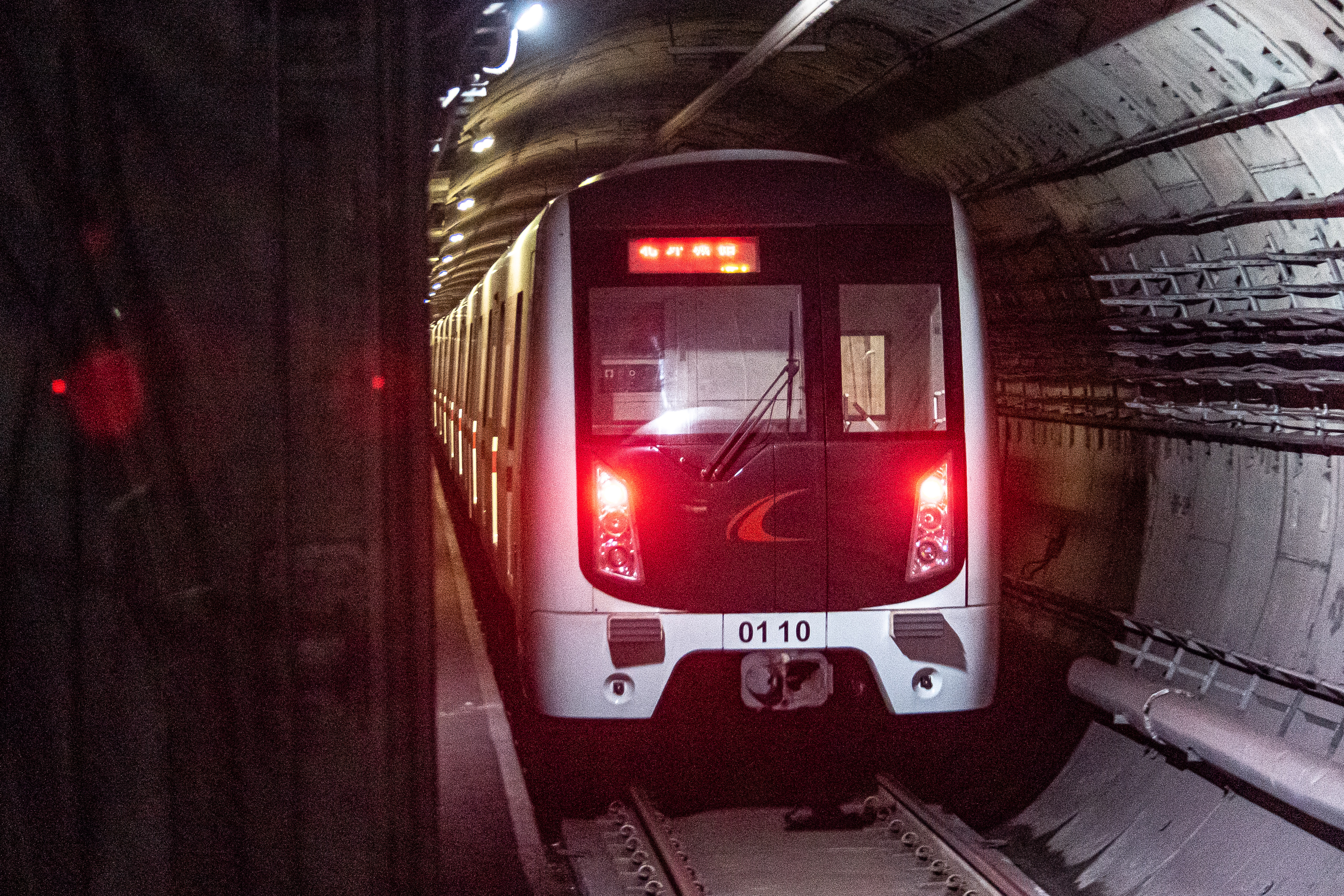
长春轨道交通1号线列车
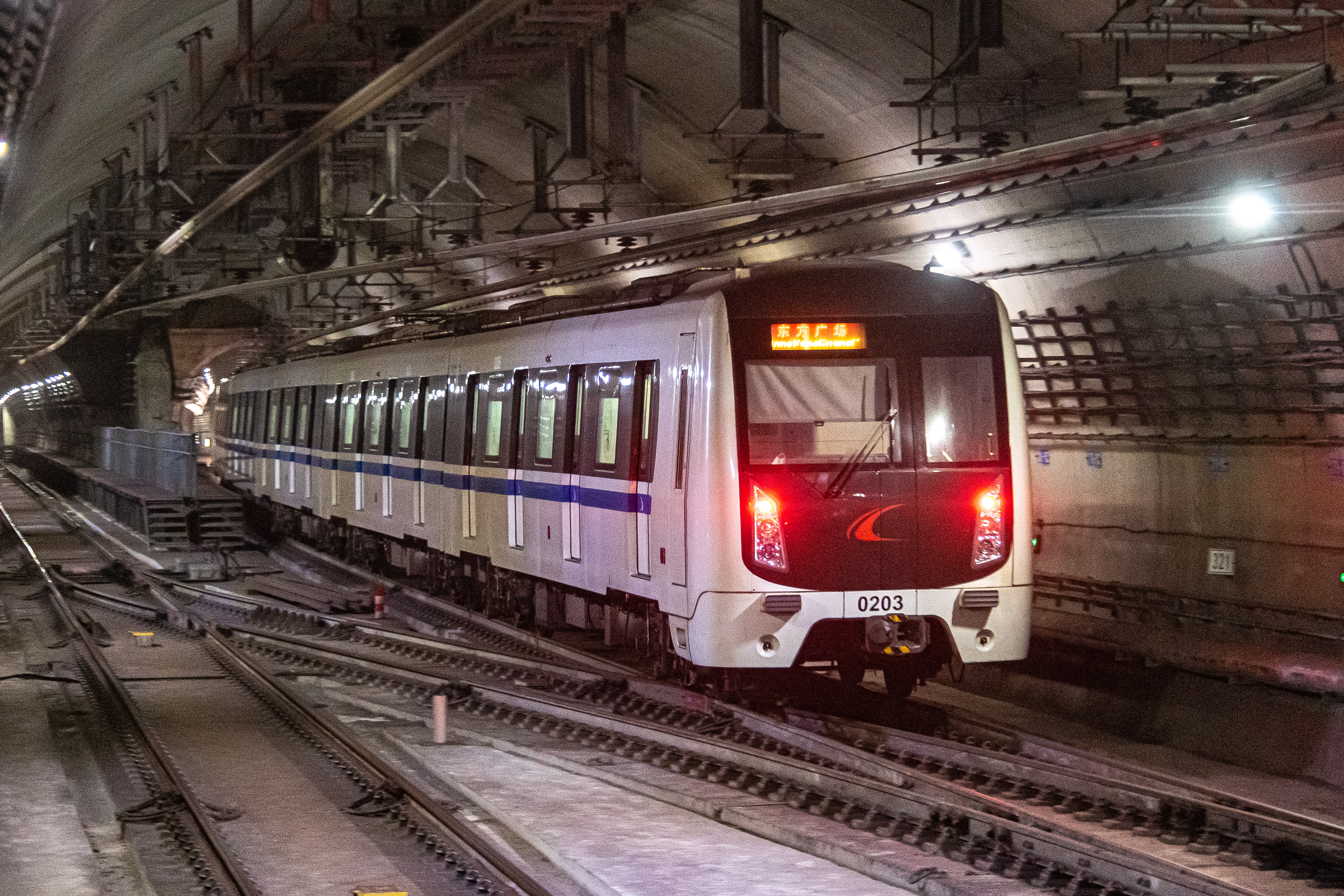
长春轨道交通2号线列车
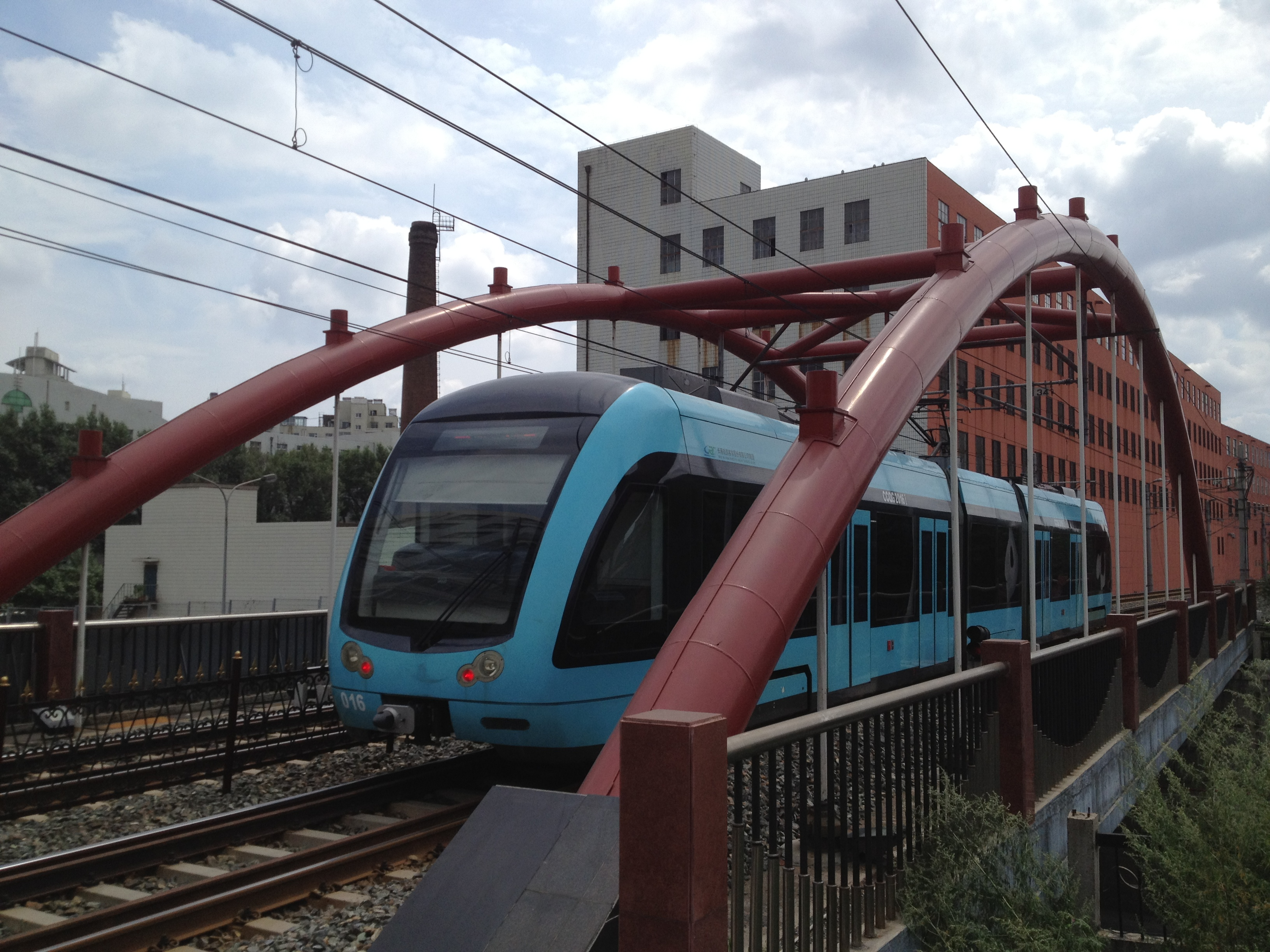
长春轨道交通3号线列车
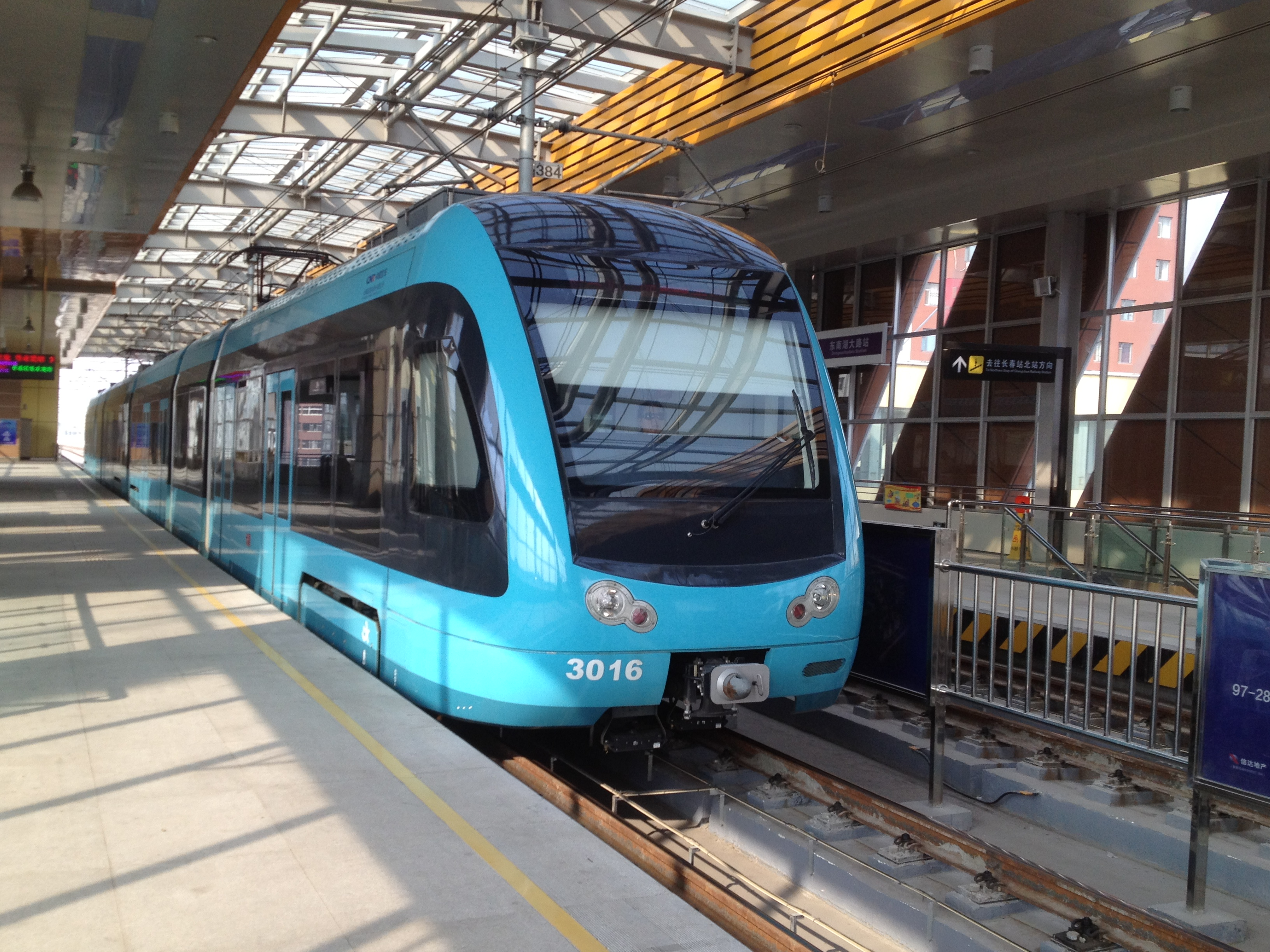
长春轨道交通4号线列车
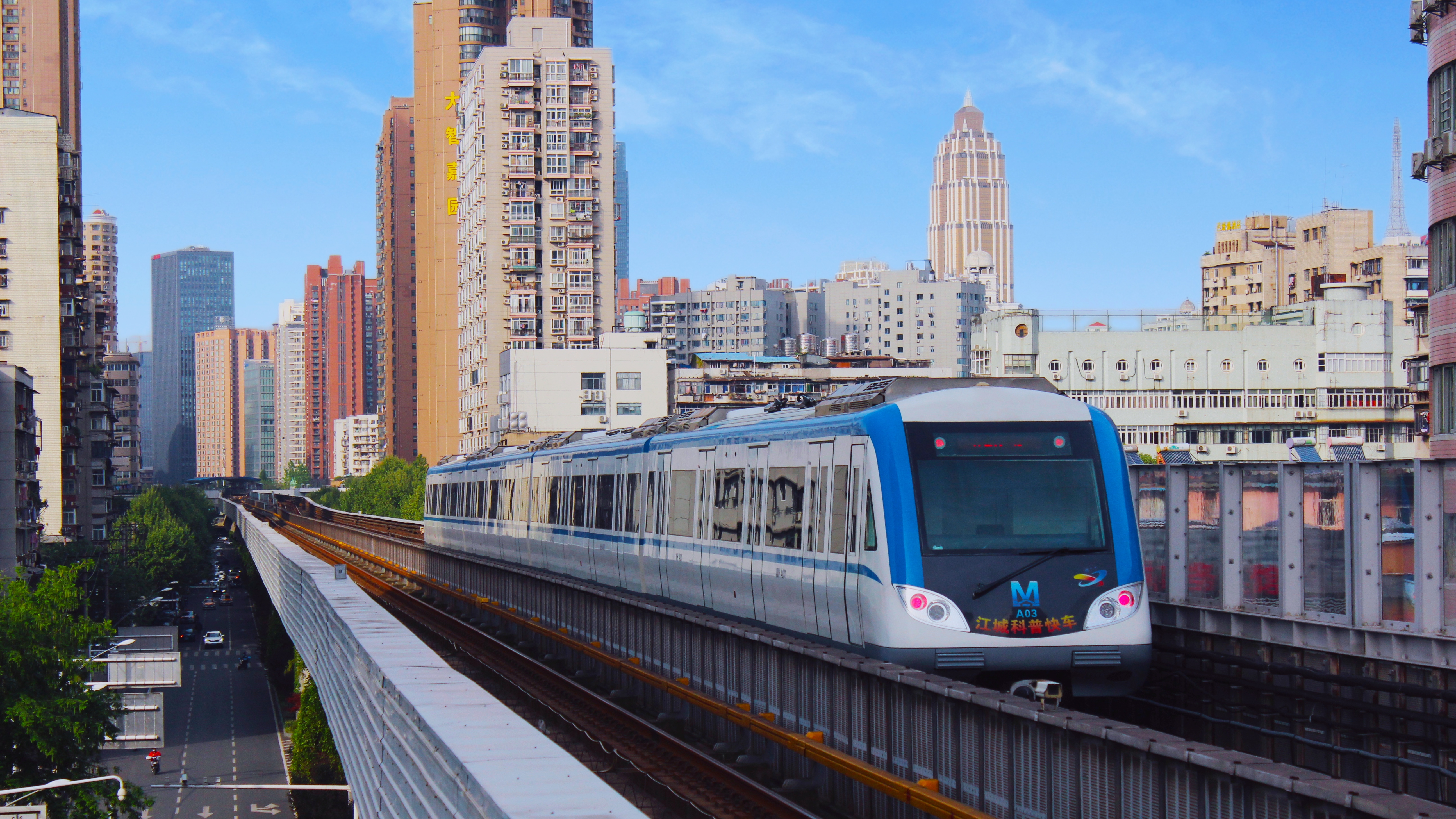
武汉地铁1号线列车
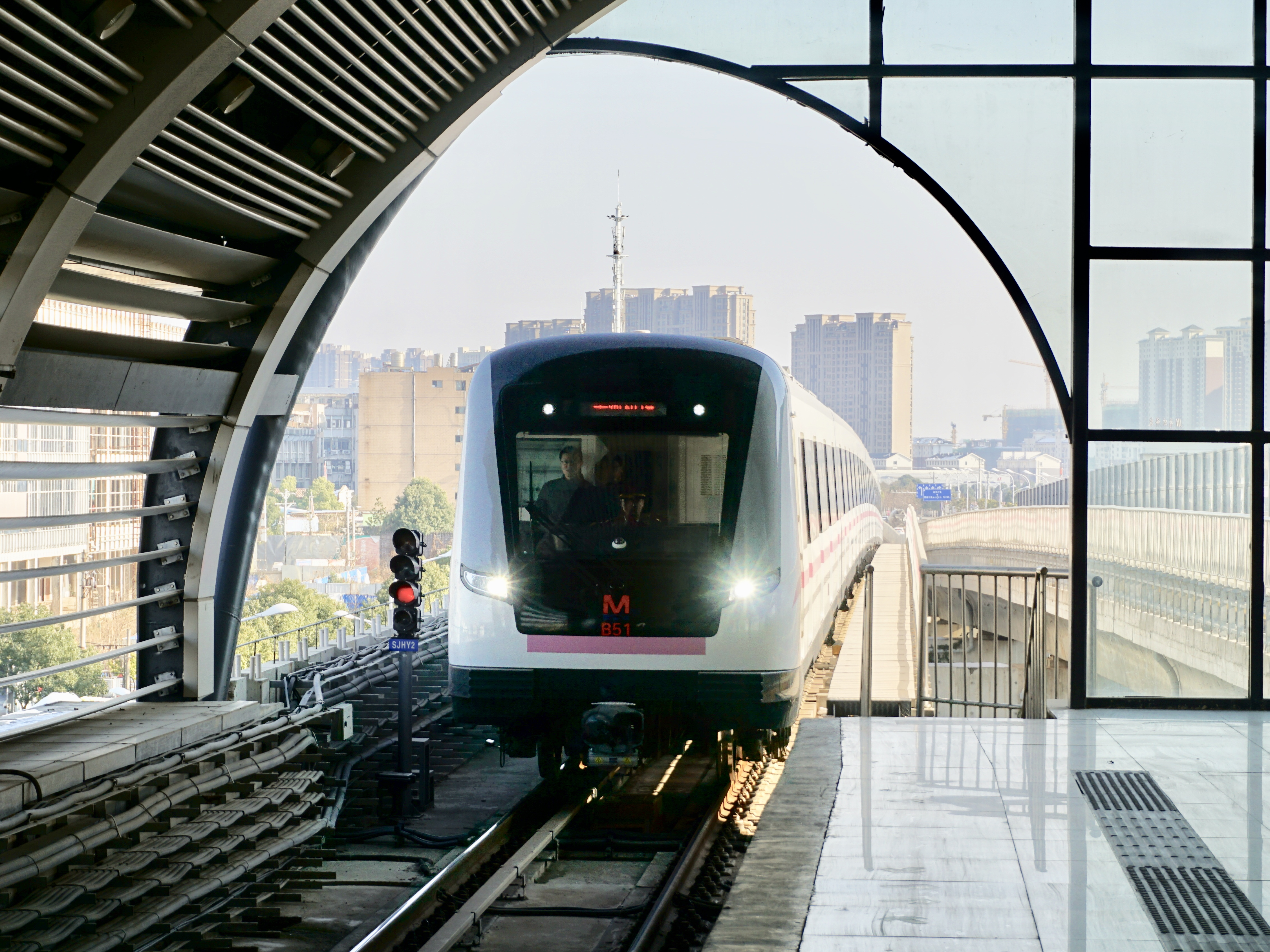
武汉地铁2号线南延线列车
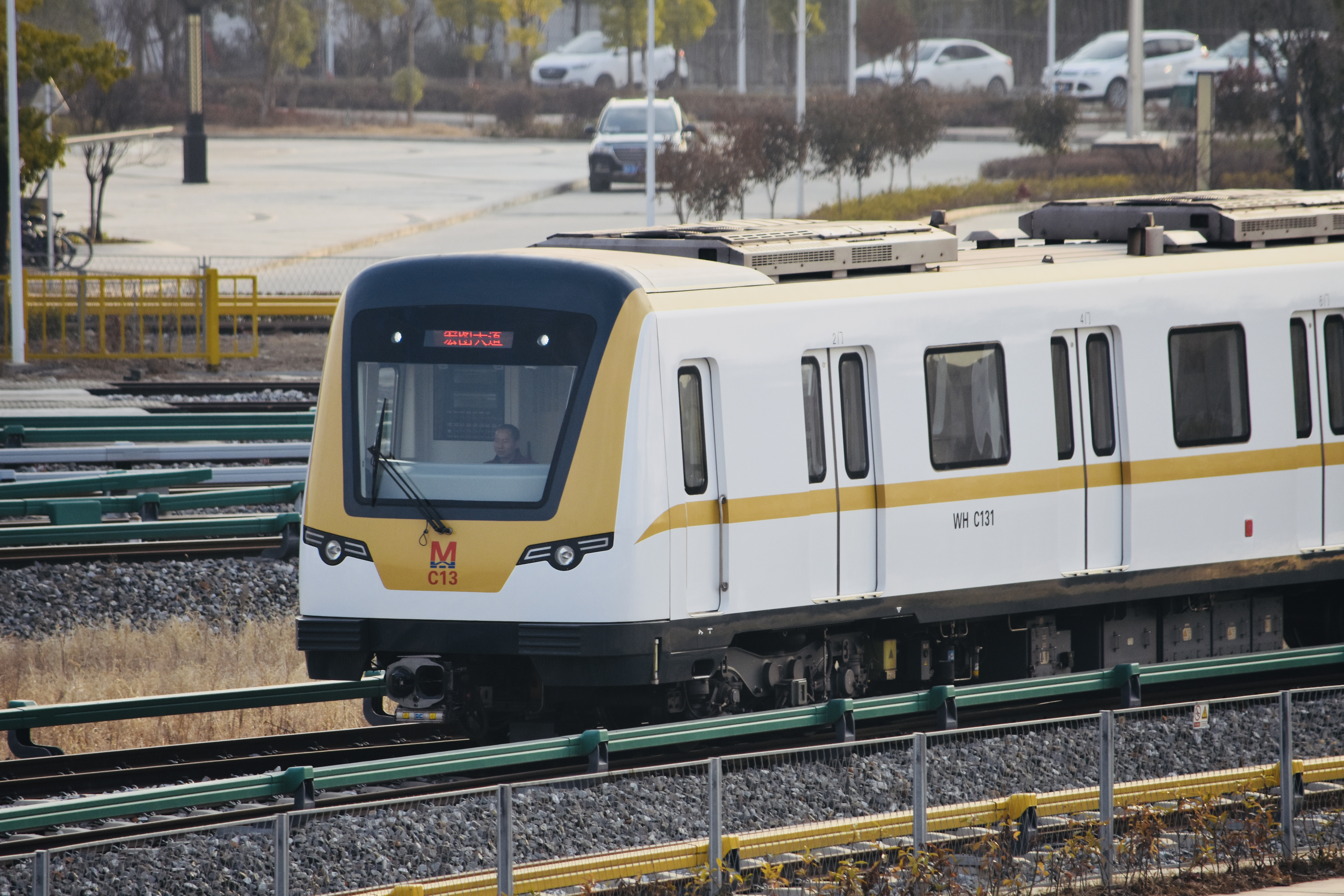
武汉地铁3号线列车
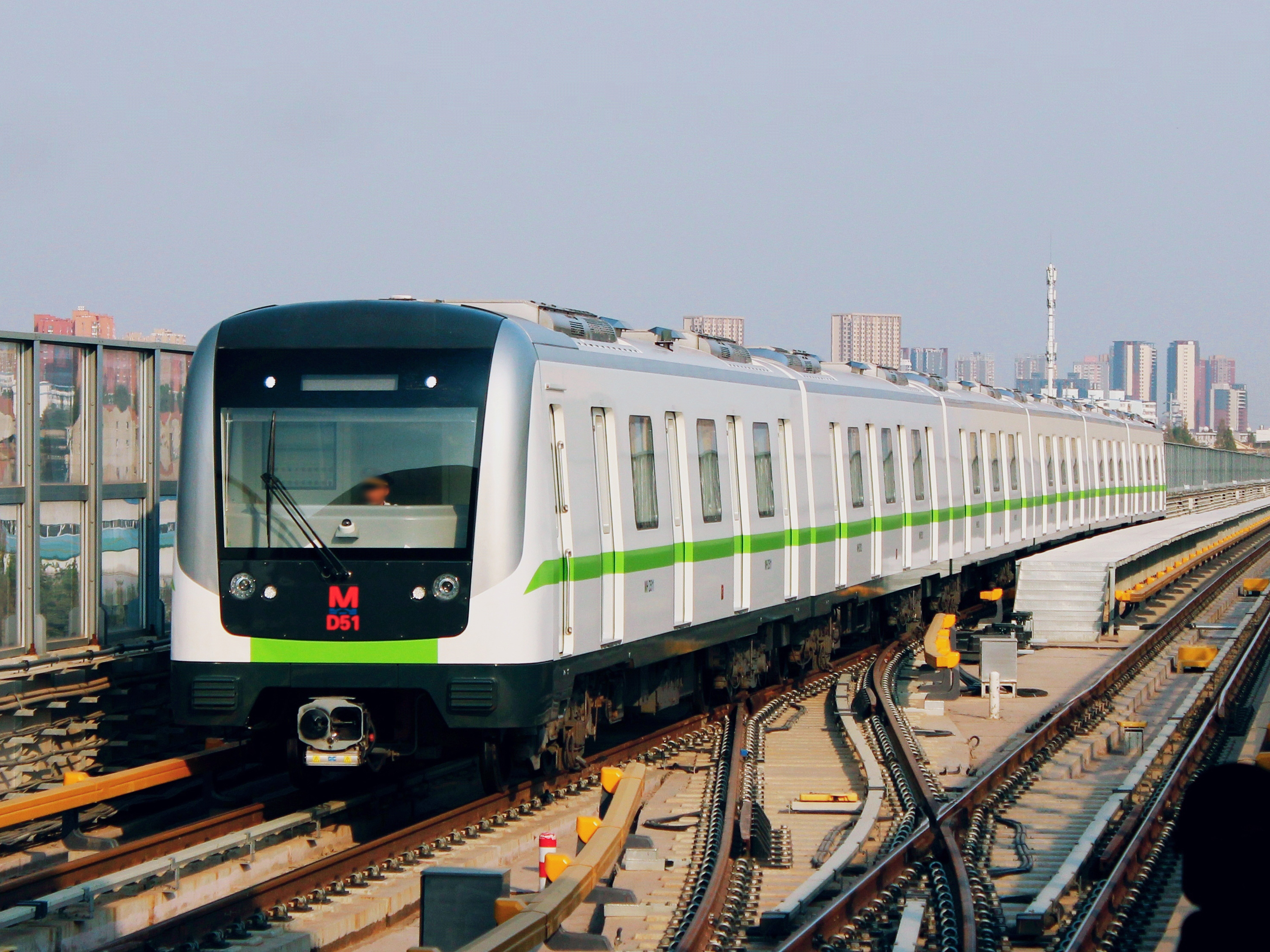
武汉地铁4号线列车
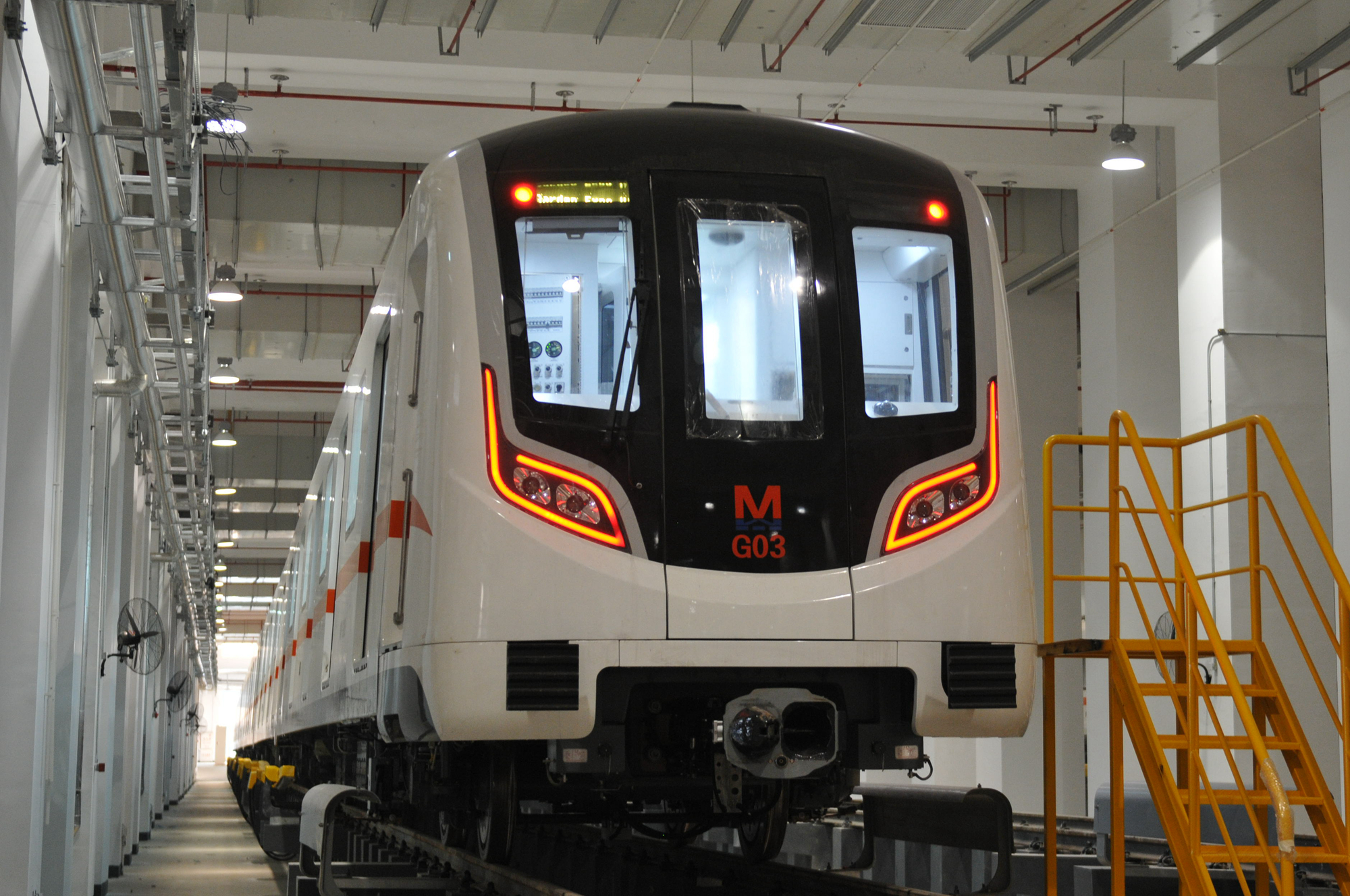
武汉地铁7号线列车
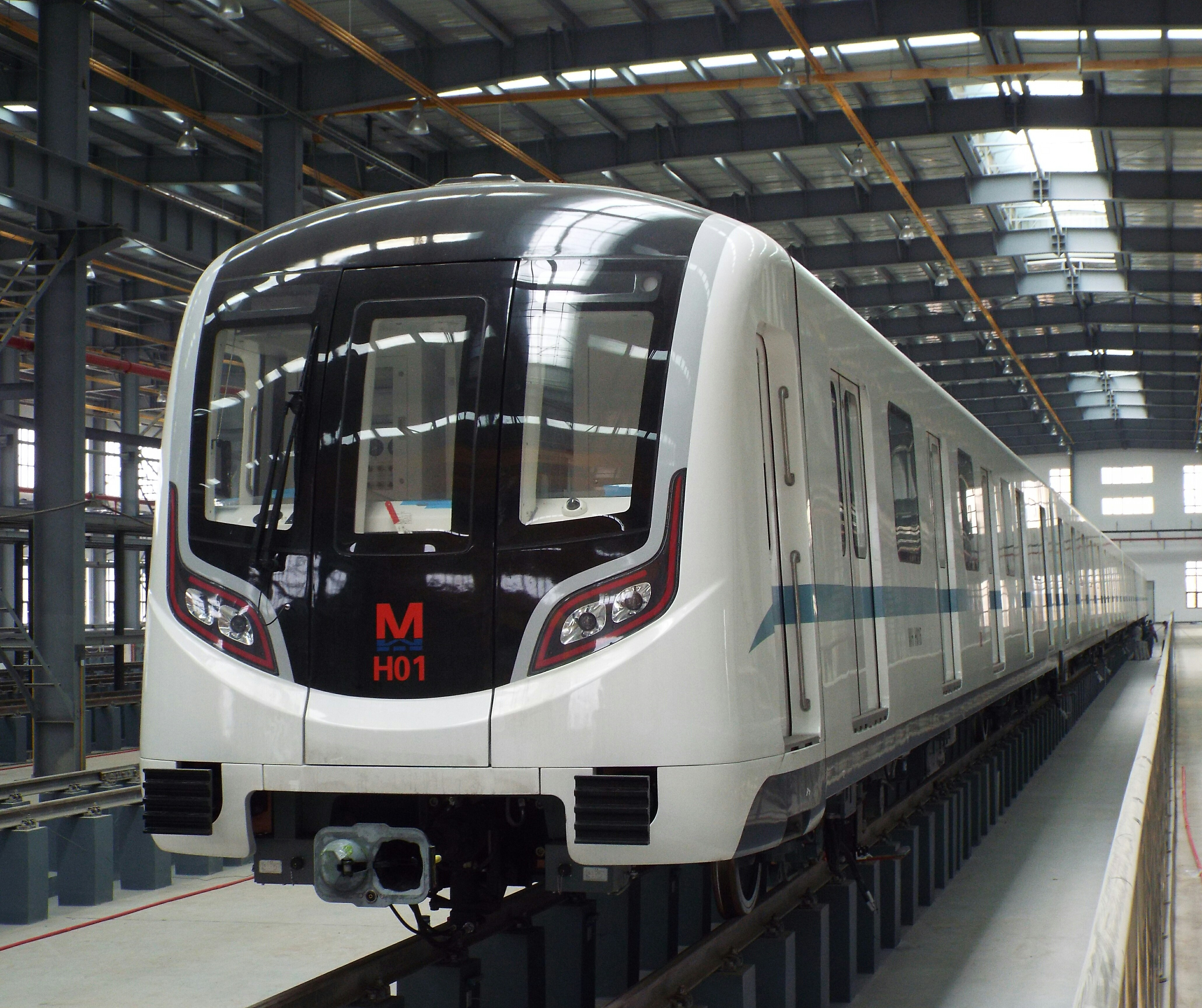
武汉地铁8号线列车
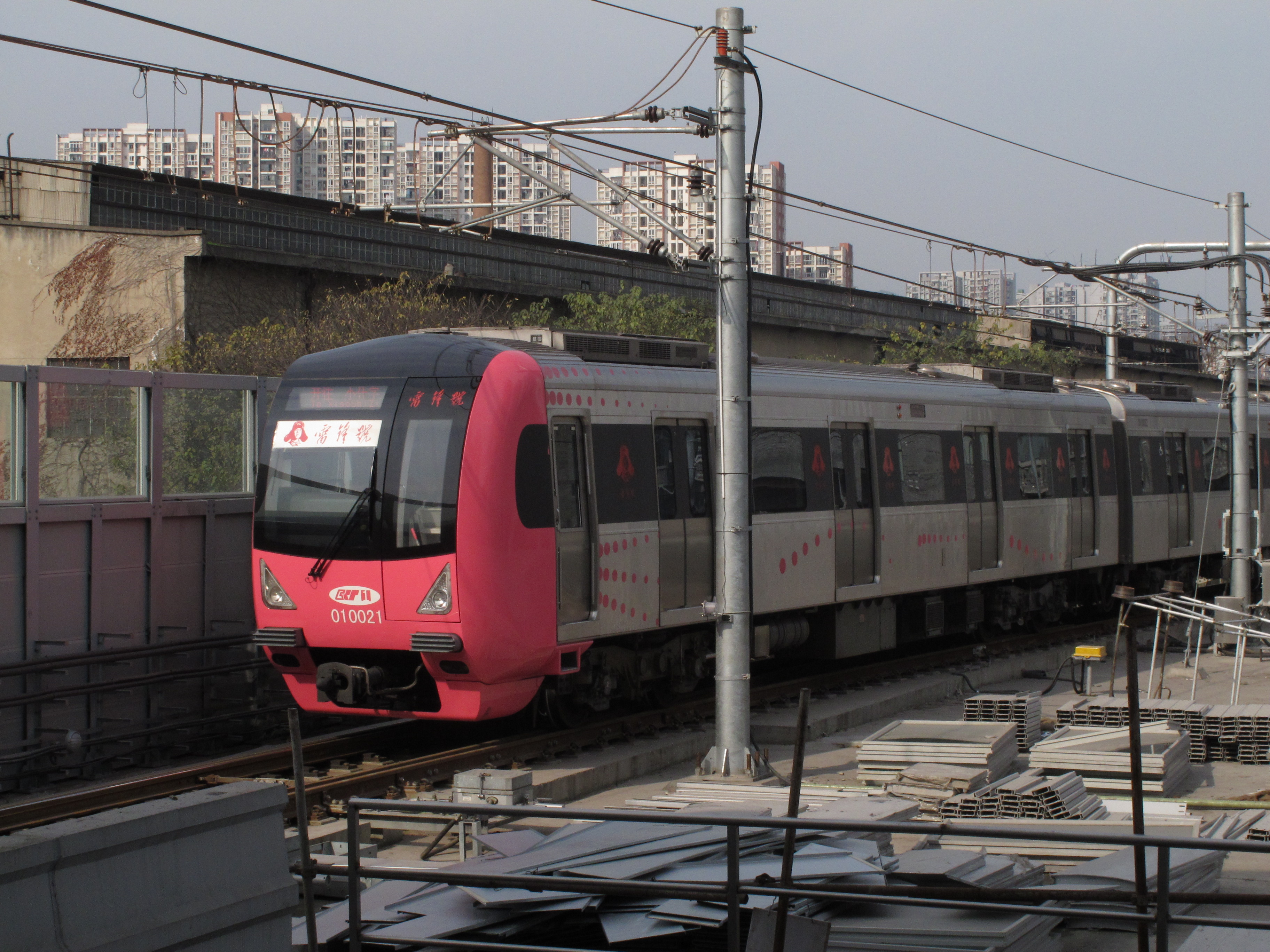
重庆轨道交通1号线列车
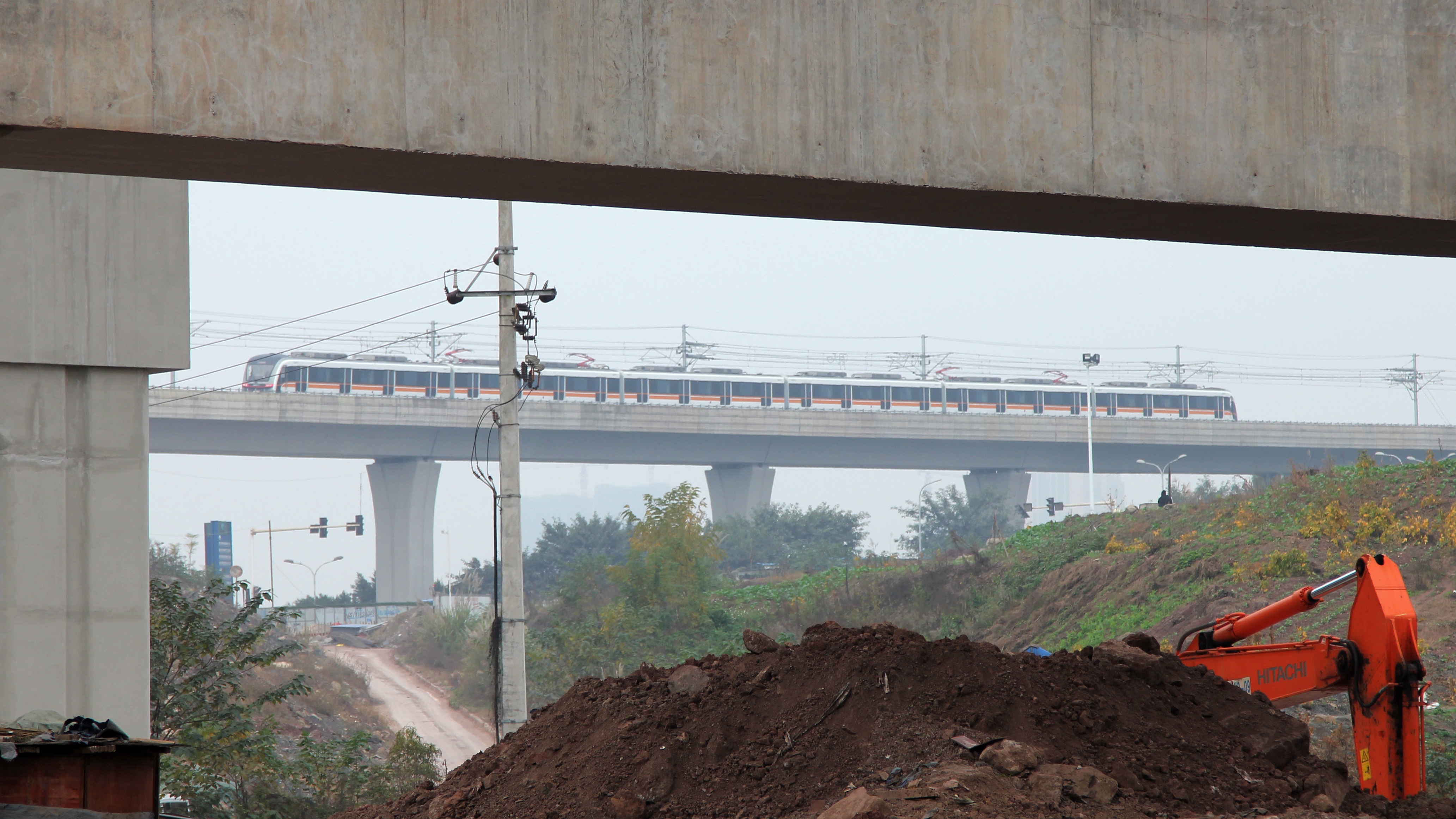
重庆轨道交通4号线列车
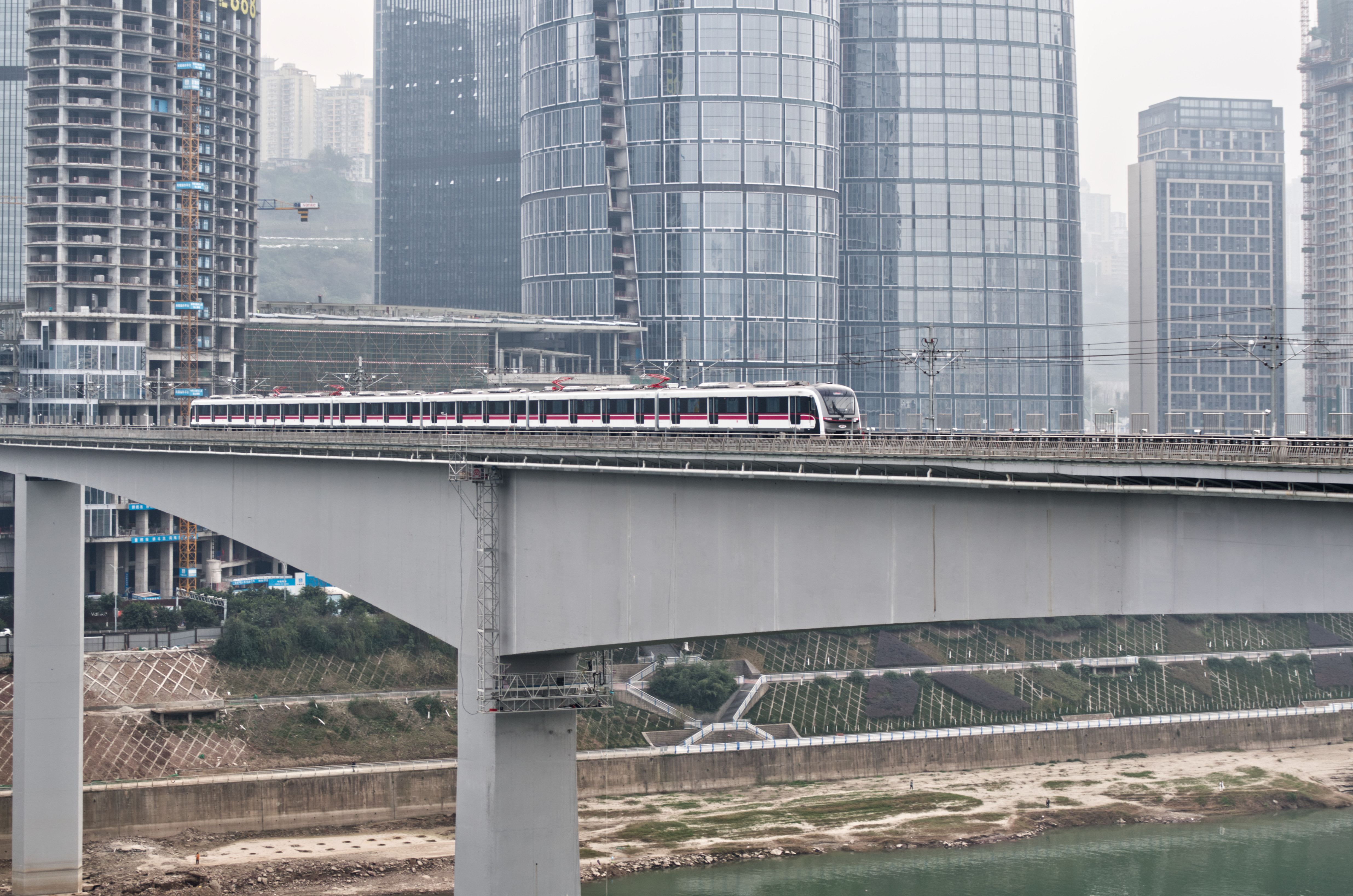
重庆轨道交通9号线列车
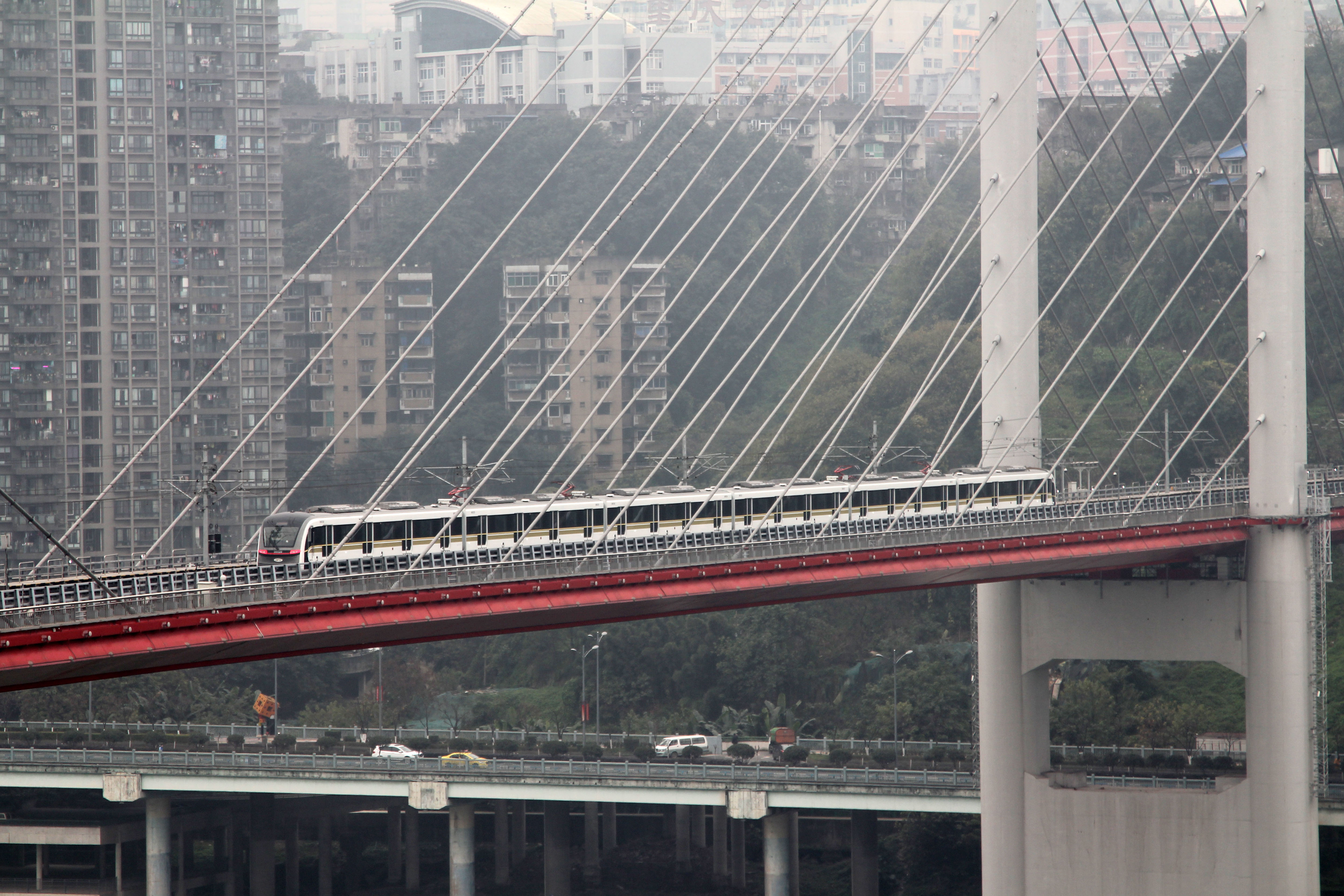
重庆轨道交通环线列车
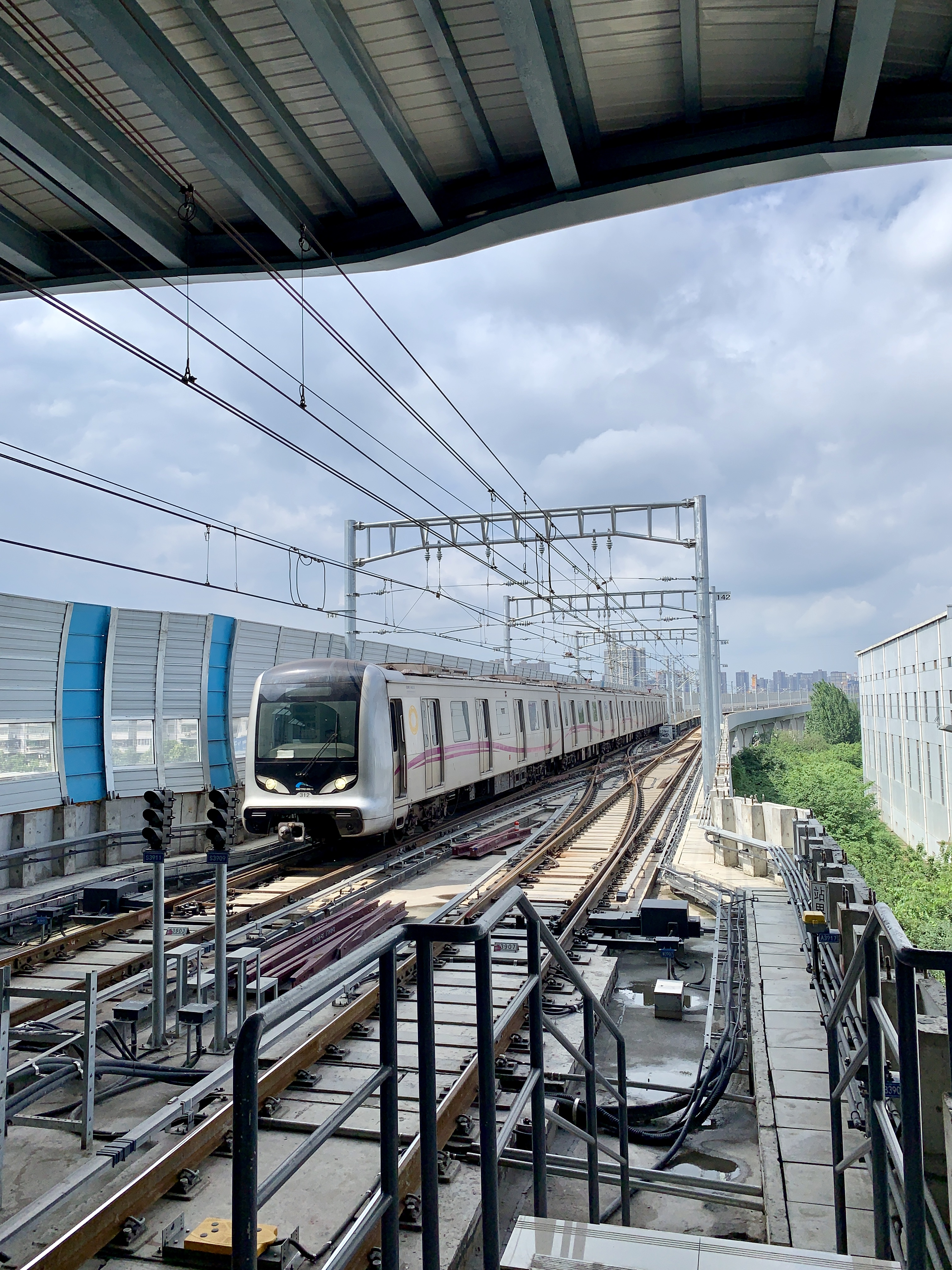
成都地铁3号线列车
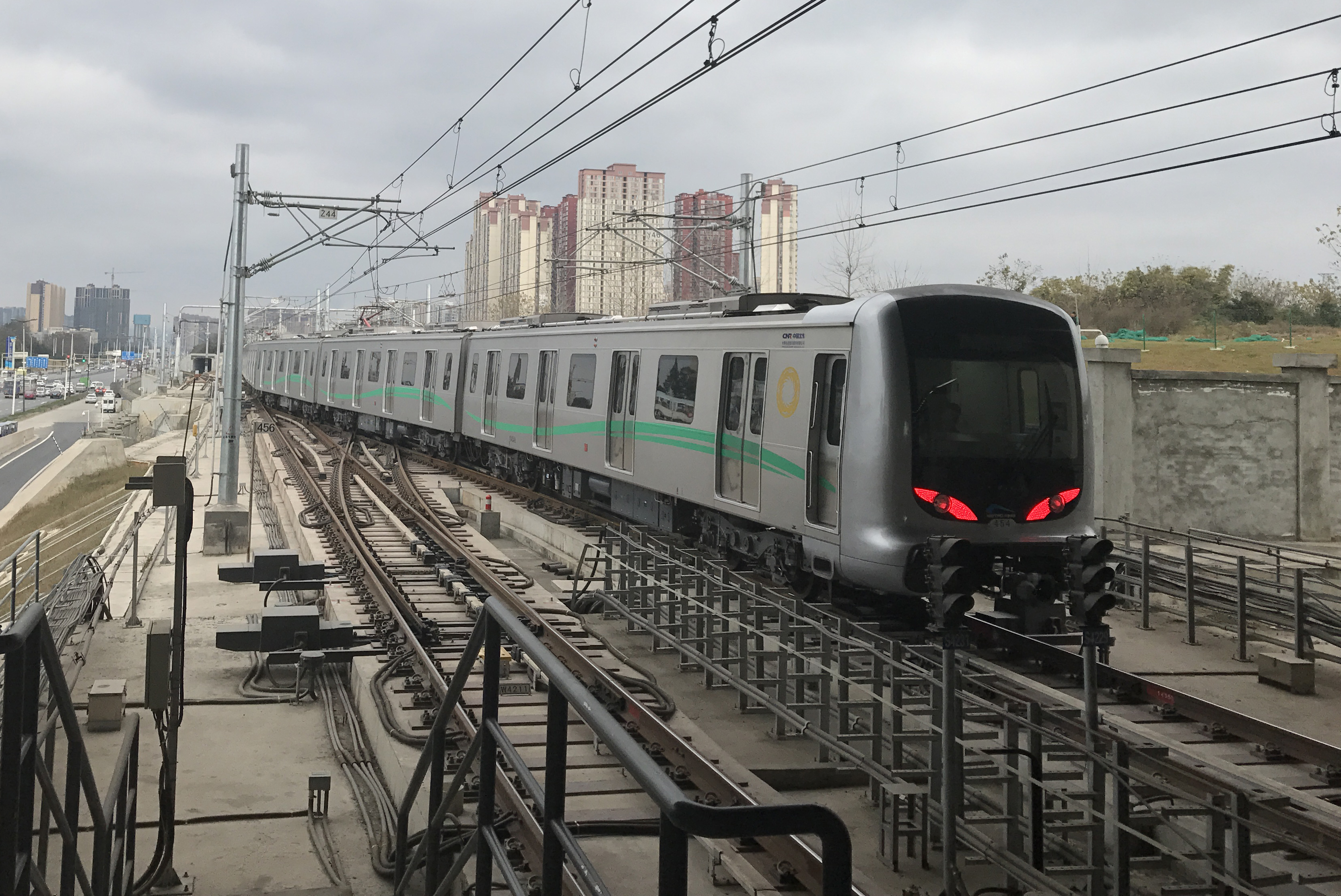
成都地铁4号线列车
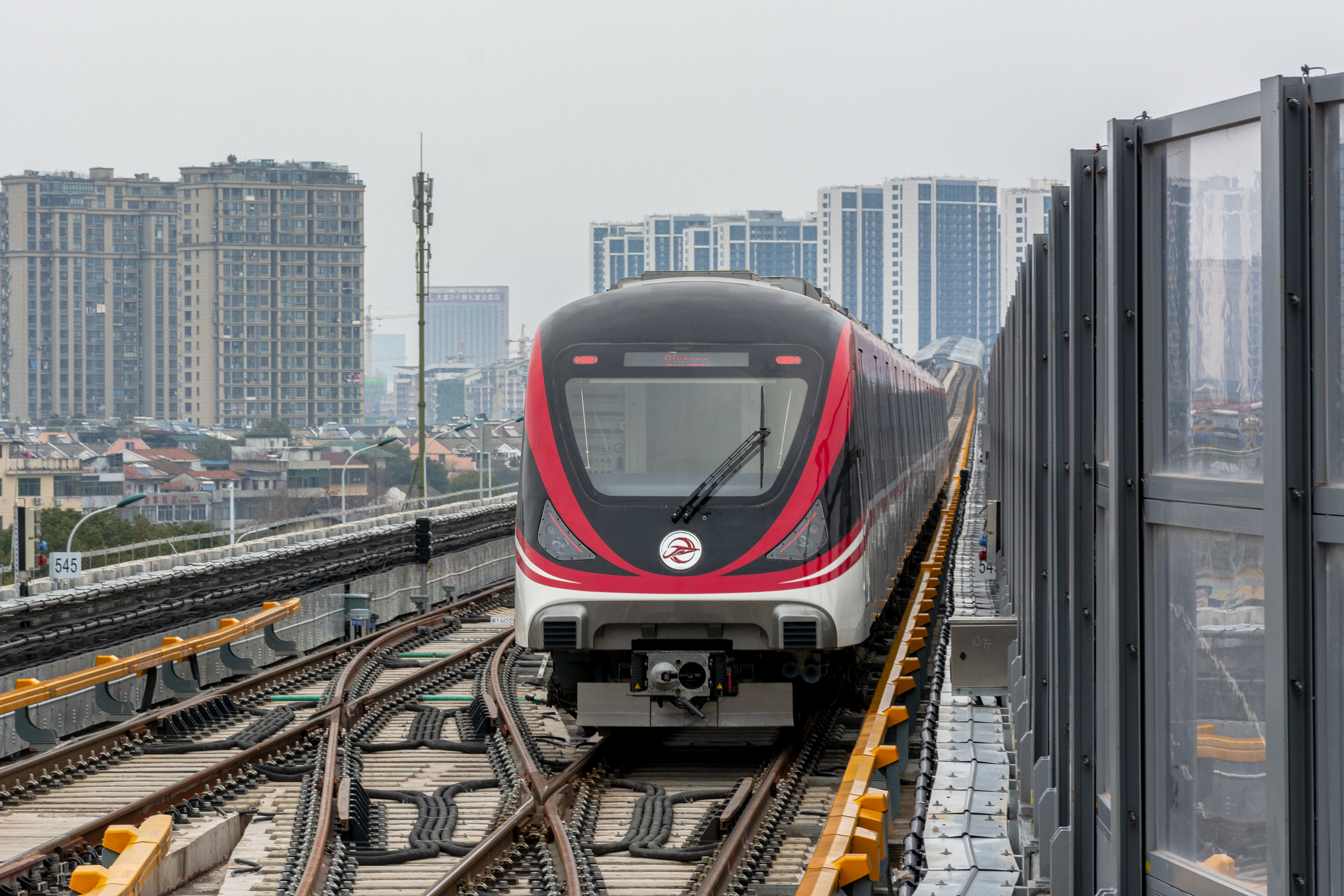
金华轨道交通金义东线列车
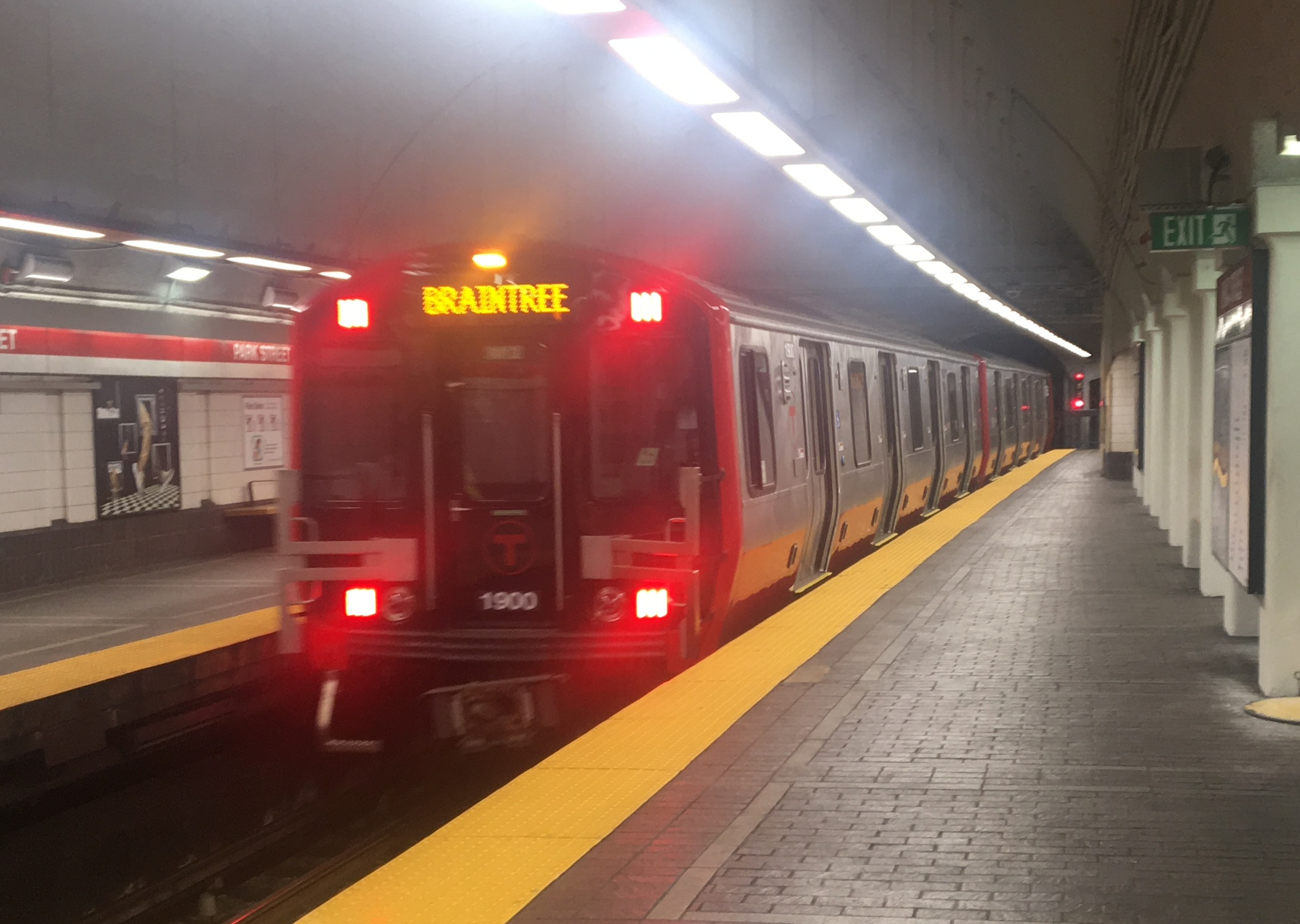
波士顿地铁红线列车
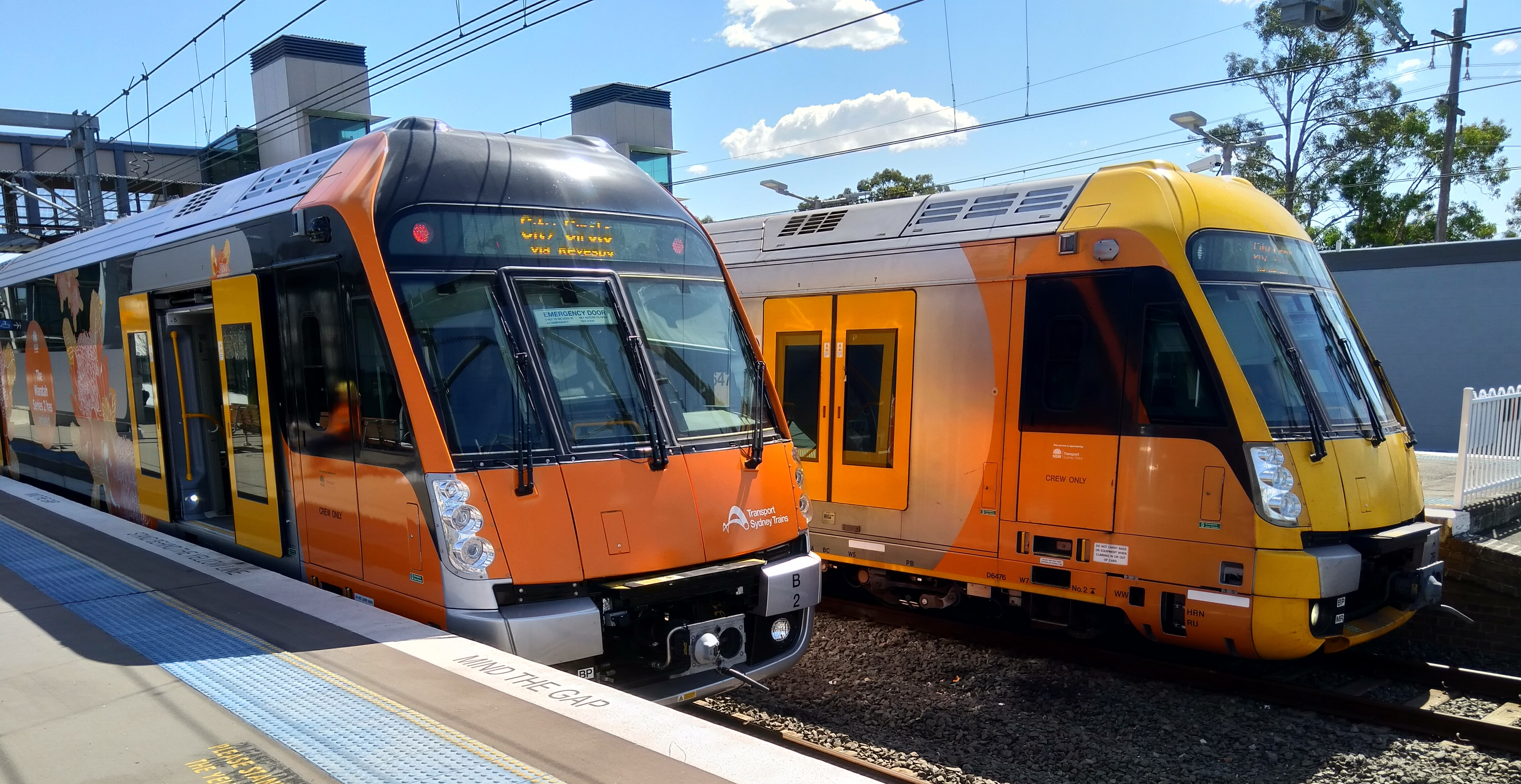
悉尼城市铁路A/B型电动列车
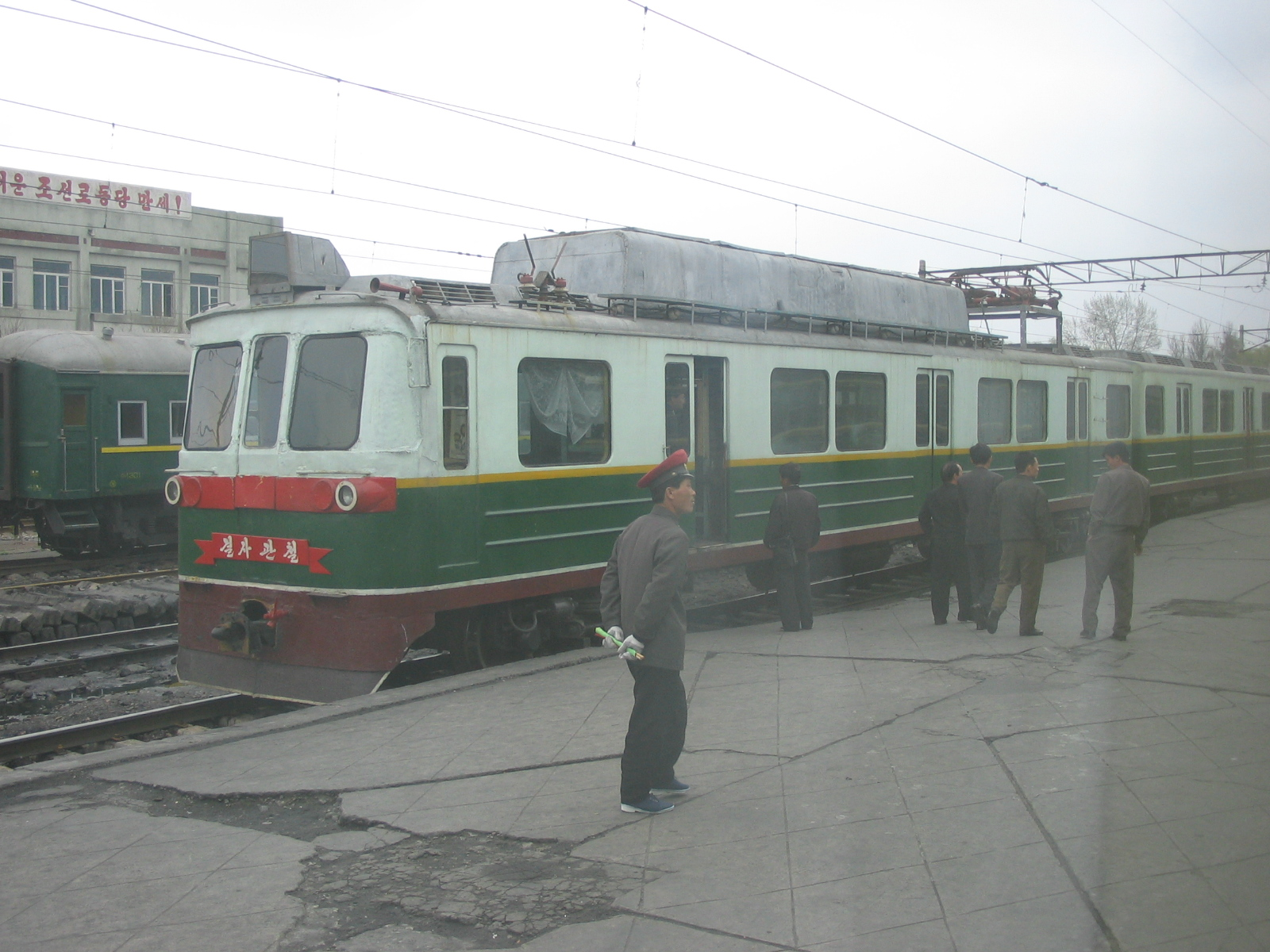
平壤地铁DK4型电动车组

### 其他
- 上海磁浮示范运营线「电力飞车」[註 2]

## 参看
- 中国铁路机车车辆工业总公司→中国北车集团→中国中车
- 长春轨道客车装备有限责任公司
- 长春长客－庞巴迪轨道车辆有限公司

## 备注
1. ↑  由长客与中车北京二七机车的子公司北京中车长客二七轨道装备制造
2. ↑  长客负责制造一节端车，另外两节由中航工业成飞制造